# Liste deutschsprachiger Einrichtungen, die Genderzeichen nutzen oder erlauben

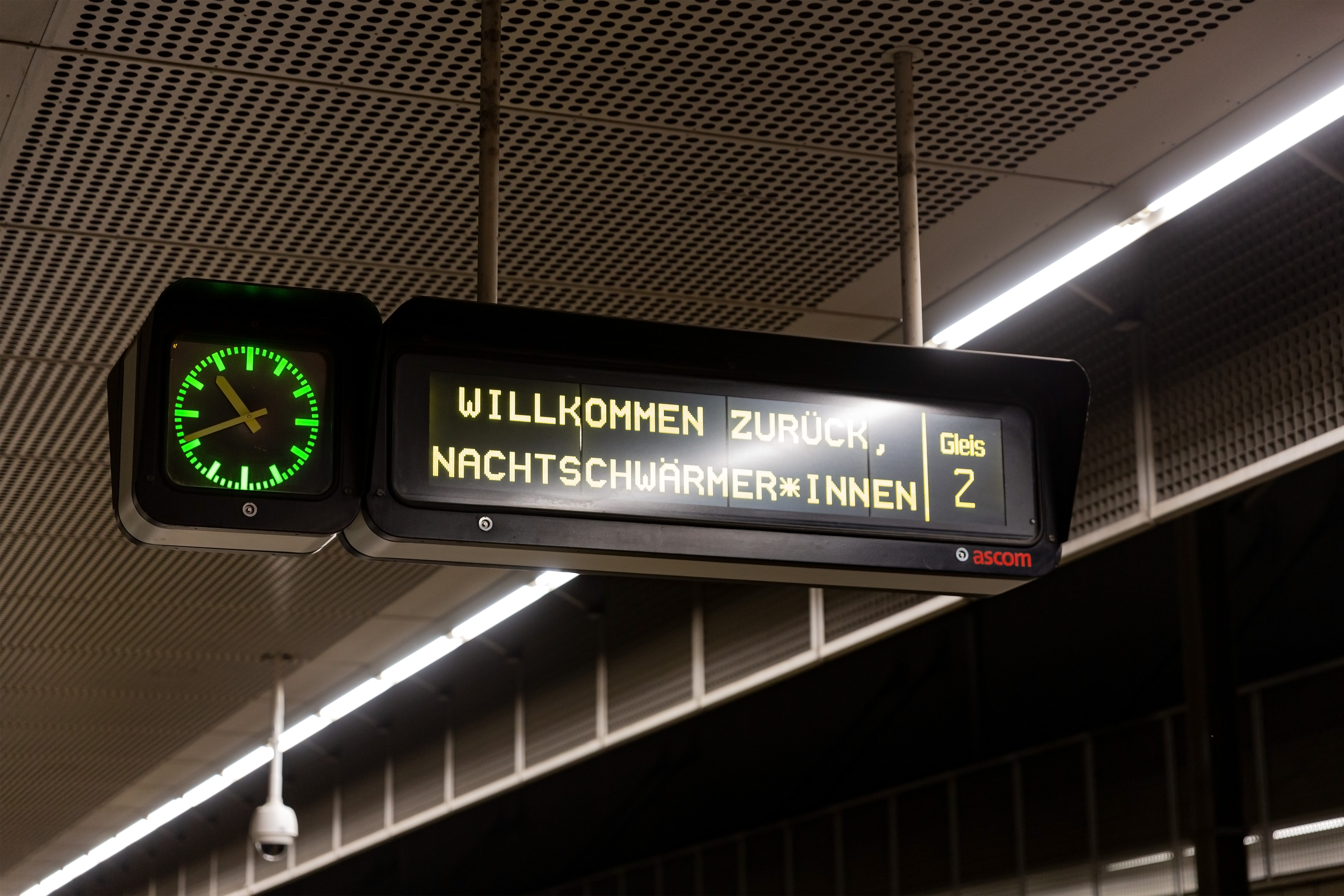
Anzeige „Willkommen zurück, Nachtschwärmer*innen“ der Wiener U-Bahn (2021)

Diese Liste deutschsprachiger Einrichtungen, die Genderzeichen nutzen oder erlauben enthält eine Auswahl von Behörden, Hochschulverwaltungen, Medien-Redaktionen, Organisationen und Unternehmen im deutschsprachigen Raum, die für ihre interne und externe Kommunikation als Mittel genderinklusiver Schreibung ausdrücklich auch Genderzeichen erlauben oder nutzen (Gendersternchen *, Gender-Doppelpunkt :, Gender-Gap _). Diese Sonder- beziehungsweise Satzzeichen dienen als Platzhalter, um in verkürzten Paarformen (Kurzformen) zwischen männlichen und weiblichen auch nichtbinäre Personen im Schriftbild sichtbar zu machen und symbolisch einzubeziehen: Mitarbeiter*innen; Leser:innen; Autor_innen. Beim Sprechen oder Vorlesen werden Genderzeichen durch eine kurze Gender-Pause (Glottisschlag) verdeutlicht – als ob an der Stelle ein Leerzeichen stände: Mitarbeiter innen.
Fast alle der hier gelisteten rund 200 Einrichtungen – größtenteils Hochschulen – erklären ausdrücklich, dass sie den Gebrauch von generischen Maskulinformen vermeiden wollen (Studenten im Sinne von „Personen, die studieren“). Dazu werden vorrangig geschlechtsneutrale Bezeichnungen empfohlen (Studierende) sowie neutrale Umformulierungen (alle, die … statt jeder, der …). Viele nutzen daneben auch weiterhin zweigeschlechtliche Formen: die vollständige Beidnennung (Studentinnen und Studenten), Abkürzungen (Student/-innen, Student/innen) oder das Binnen-I (StudentInnen). Nur wenige der Leitlinien oder Sprachleitfäden enthalten die verbindliche Vorgabe, in der hausinternen oder nach außen gerichteten Kommunikation Genderzeichen zu verwenden.
 Einige namhafte Einrichtungen sprechen sich grundsätzlich für den Gebrauch geschlechtergerechter Sprache aus, aber gegen die Verwendung von Genderzeichen (siehe Ablehnung des Gendersterns oder aller Genderzeichen).

## Gebrauch von Genderzeichen

### Geschichte der Genderzeichen
Die Verwendung von Sonderzeichen zur typografischen Symbolisierung von Geschlechtern in der deutschen Schriftsprache begann ab den 1990er-Jahren mit dem Asterisk als „Trans-Sternchen“ (trans* und inter* Personen), um als Platzhalter zu dienen für weitere Geschlechtsidentitäten neben „männlich/weiblich“. 2003 wurde die Schreibweise mit Unterstrich eingeführt, um im Schriftbild einen symbolischen Raum zu schaffen für Personen dritten Geschlechts (Künstler_innen). Ab 2009 wurde der Asterisk als „Gender-Star“ an die Stelle des Unterstrichs gesetzt (Künstler*innen). Ab 2016 verbreiteten sich Gender-Schreibweisen mit Doppelpunkt (Künstler:innen), weil dieses Satzzeichen von Vorleseprogrammen (Screenreadern) nicht ausgesprochen, sondern mit einer kleinen Sprechpause vorgetragen wird. Empfohlen wird für alle Kurzformen mit Genderzeichen, sie mit einer solchen unauffälligen „Gender-Pause“ (Glottisschlag) zu sprechen oder vorzulesen (auch die zweigeschlechtlichen Schreibweisen mit Binnen-I oder einfachem Schrägstrich: KünstlerInnen, Künstler/innen). Schreibweisen mit Genderzeichen werden in entsprechenden Leitlinien und Sprachleitfäden meist als gendersensibel oder genderinklusiv gekennzeichnet, in Abgrenzung zu zweigeschlechtlichen (binären) Schreibweisen. Allgemein bevorzugt werden geschlechts-/genderneutrale Bezeichnungen (Kunstschaffende).

### Weitere Genderzeichen
Den Gender-Apostroph (als reguläres Auslassungszeichen: Autor’innen) empfehlen nur die Uni Hamburg und die Uni München; die Uni Wien nennt ihn als Möglichkeit gendersensiblen Formulierens (Leser’innen); die Stadt Freiburg empfiehlt als weibliche Abkürzung Dr.’in (für Doktorin), neben Dr.in,  Dr*in,  Dr_in.
Der Mediopunkt wird in deutschsprachigen Leitfäden nicht als Genderzeichen behandelt, nur als Element von Leichter Sprache: Le·ser·in·nen. Er wird in der französischen genderinklusiven Schreibung écriture inclusive genutzt, allerdings im Mai 2021 in Frankreich offiziell für Verwaltung und Bildungsbereich verboten.
Der Typograf Wolfgang Beinert zählte im September 2021 zu den „Genderzeichen“ auch das Binnen-I, den einfachen Schrägstrich sowie die Klammern: Leser(innen), vermerkte aber zu jeder dieser drei Schreibweisen: „repräsentiert vermutlich nicht das diverse Geschlecht, ist also für ein Symbol der Triplizität (m/w/d) weniger geeignet.“

### Rechtliche Grundlagen für öffentliche Verwaltungen
In den drei D-A-CH-Ländern sind staatliche Einrichtungen und Verwaltungen an Gesetze und amtliche Regelungen gebunden, die teils schon ab Mitte der 1980er-Jahre dazu verpflichten, die Gleichstellung der Geschlechter durch ihre sprachliche Gleichbehandlung zum Ausdruck zu bringen (Chronologie). Nach der rechtlichen Anerkennung der dritten Geschlechtsoption „divers“ 2018 in Deutschland und 2019 in Österreich erscheinen zahlreiche überarbeitete Leitfäden und Richtlinien zu gendergerechten Schreibweisen; zunehmend reagieren auch Medien und Firmen auf neue sprachliche Herausforderungen.

### Management der Vielfalt im Personalwesen
Im Personalwesen entwickelte sich der Umgang mit Personen dritten Geschlechts zu einer der Grundlagen von Diversity Management, oft begleitet von sprachlichen Anpassungen. In Bezug auf die zunehmende Verwendung von Genderzeichen vermerkte Annika Schach, Professorin für Angewandte Public Relations an der Hochschule Hannover, im August 2021: „Geschlechtergerechtigkeit in der Sprache mittels Gendersternchen, Doppelpunkt oder Gender-Gap ist nur ein Teilbereich im Spektrum der Diversity-Dimensionen. […] Das wichtige Thema der Gendergerechtigkeit über Sprache wird oftmals mit dem Begriff der Inklusion gleichgesetzt. Aber es ist nur ein Teilbereich.“ Als Leiterin der Kommunikationsabteilung der Stadt Hannover führte sie Ende 2018 die gendergerechte Sprache in der niedersächsischen Landeshauptstadt ein.

### Studien und Umfragen zu Genderzeichen
Im August 2021 veröffentlichte die Überwachungsstelle des Bundes für Barrierefreiheit von Informationstechnik (BFIT-Bund) als Ergebnis einer eigenen Studie offizielle Empfehlungen zu einer gendergerechten, digital barrierefreien Sprache; im Vergleich zum Gender-Doppelpunkt wird der Genderstern empfohlen.

### Pro und Kontra
Mitte 2021 veröffentlichte das Portal Genderleicht.de (gefördert vom deutschen Familienministerium) am Beispiel des Sternchens praktische Schreibtipps zu Genderzeichen, verwies aber auf Ablehnungen des Doppelpunkts (vergleiche Pro Stern, Kontra Doppelpunkt). In seinem Typolexikon erklärt Wolfgang Beinert den Doppelpunkt als bestgeeignetes Genderzeichen (vergleiche Pro Doppelpunkt, Kontra Stern). Im April 2022 erschien zum Spiel Scrabble offiziell ein kostenloser „Genderstein“: *IN (10 Punkte wert); die Spieleanleitung nutzt jetzt den Genderstern (Details).
Ende 2020 hatte die Gesellschaft für deutsche Sprache (GfdS) das Wort des Jahres gewählt: „Das Gendersternchen (Platz 9), 2020 in den Duden aufgenommen, symbolisiert die zunehmende Diskussion um einen sogenannten geschlechtergerechten oder -sensitiven Sprachgebrauch. […] Die Gesellschaft für deutsche Sprache rät von einer Verwendung des Gendersternchens und vergleichbarer Schreibungen ab“ (Details). Im Mai 2021 fasste die GfdS ihre Haltung zum geschlechtergerechten Formulieren zusammen: „‚Ja zum Gendern‘ – wenn es verständlich, lesbar und regelkonform ist. […] Zwar stehen wir dem Gendersternchen kritisch gegenüber, nicht aber dem Gendern an sich.“ Auch einige andere namhafte Einrichtungen sprechen sich für geschlechtergerechte Sprache aus, sind aber grundsätzlich gegen den Gebrauch von Genderzeichen in ihrem Zuständigkeitsbereich (siehe Ablehnung von Genderzeichen); der Rat für deutsche Rechtschreibung erklärte im Frühjahr 2021, die Aufnahme der Genderzeichen in die amtliche Rechtschreibung nicht zu empfehlen; er beobachte aber weiterhin ihren Gebrauch (Details).

## Einrichtungen

### Behörden
Mitte 2018 empfahl die deutsche Justizministerin Katarina Barley (SPD) die Aufnahme des Gendersternchens in den Duden; sie freue sich „über jede Veränderung, die dazu beiträgt, unseren Blick auf andere Formen von Identität und Lebensweisen zu entspannen […] Die Politik muss die Bedürfnisse und Wünsche der Menschen berücksichtigen, die sich keinem der beiden Geschlechter zuordnen.“ Anfang 2021 berichtete das Zeitmagazin, dass 26 der 81 deutschen Großstädte neben geschlechtergerechten Neutralisierungen auch das Sternchen nutzen; einige Stadtverwaltungen erlauben mehrere Genderzeichen. Im März 2021 bemängelte der Rat für deutsche Rechtschreibung auch bei Kommunalverwaltungen, dass ihre Verwendung von Genderzeichen die Vorgaben des Rats zur geschlechtergerechten Schreibung nicht erfüllten (Details). Mitte 2021 erklärte die Schweizerische Bundeskanzlei, dass in deutschsprachigen Texten der Bundesverwaltung keine Genderzeichen zu verwenden seien; mehrere Kantone übernahmen diese Regelung (Details).
Die folgende Liste enthält staatliche Behörden und Verwaltungen, die für ihre interne und externe Kommunikation ausdrücklich auch Schreibweisen mit Genderzeichen erlauben oder empfehlen (sortiert nach Monat der Einführung). Stand Juni 2022 werden hier 41 Einrichtungen gelistet: 32 nutzen Gendersternchen * (78 % Mitarbeiter), 11 den Gender-Doppelpunkt : (27 % Mitarbeiter) und 8 den Gender-Gap _ (20 % Mitarbeiter).
- Bedienungshinweis zur Sortierung: 3 × Anklicken einer Spalten-Überschrift zeigt die ursprüngliche Reihenfolge; Klicken mit Umschalttaste ⇧ übernimmt die Sortierung der zuvor angeklickten Spalte.

| Datum   | * | : | _ | Behörde / Ort |
| ------- | - | - | - | --- |
| 2022-06 | * |   |   | Zürich (Kanton Zürich): Der Stadtrat erlaubt neben geschlechtsneutralen Formulierungen auch den Genderstern; erklärt wird: „Der Stadt Zürich ist ein anerkennender und respektvoller Umgang mit gesellschaftlicher Vielfalt ein Anliegen. Dabei spielt die Sprache eine wichtige Rolle.“ Lukas Wigger, Sprecher des Zürcher Präsidialdepartement: „In der Privatwirtschaft ist der Genderstern bereits weit verbreitet. Eine Sprache zu nutzen, die auch non-binäre Personen miteinbezieht, ist ein Zeichen der Anerkennung und der Akzeptanz.“ Das Binnen-I ist nicht mehr erlaubt; neutrale Bezeichnungen wie Rettungskräfte oder Studierende empfahl bereits das alte Reglement aus dem Jahr 1996. Die PHZH nutzt seit Ende 2020 den Doppelpunkt, die Uni Zürich seit 2018 Sternchen und Unterstrich, die ZHAW seit 2015 den Unterstrich. |
| 2022-01 | * |   |   | Mönchengladbach (Nordrhein-Westfalen): Oberbürgermeister Felix Heinrichs (SPD) erklärte in einer Dienstanweisung, dass die Stadtverwaltung zum Gendern auch das Sternchen nutzen könne. |
| 2022-01 | * |   |   | Münster (Nordrhein-Westfalen): Für den „internen Schriftverkehr sowie für den Schriftverkehr mit der Bevölkerung“ ist den städtischen Bediensteten die Verwendung des Gendersterns „freigestellt“; es „soll die geschlechtliche Vielfalt der Bürger der Stadtgesellschaft besser abbilden und Diskriminierungen vorbeugen.“ Die Vorlage der Stadtverwaltung mit entsprechender Kann-Bestimmung wurde vom Ausschuss für Gleichstellung beschlossen. |
| 2022-01 | * |   |   | Meerbusch (Nordrhein-Westfalen): Die städtische Gleichstellungsbeauftragte einigte sich mit Bürgermeister Christian Bommers (CDU) auf die Verwendung des Gendersterns als „Möglichkeit der Diversität“. Ein Leitfaden für gendersensible Sprache innerhalb der Verwaltung sollte im März 2022 vorliegen. |
| 2022-01 | * |   |   | Bern (Kanton Bern): Der Gemeinderat ließ seinen Leitfaden Kommunikation und Geschlecht: Worauf muss ich achten? von 2010 aktualisieren und erlaubt der Stadtverwaltung nun auch die Schreibweise mit Genderstern. Die Uni Bern nutzt Sternchen und Unterstrich seit Anfang 2017. |
| 2021-12 |   | : |   | Unabhängige Beauftragte für Fragen des sexuellen Kindesmissbrauchs (UBSKM): Das von der deutschen Bundesregierung geschaffene Amt verwendet „eine Sprache, die alle Geschlechter und Geschlechtsidentitäten umfasst. Als Genderzeichen nutzen wir den Doppelpunkt, da dieser die Anforderungen der Barrierefreiheit bestmöglich erfüllt.“ |
| 2021-12 |   | : |   | Graz (Steiermark): „Mit einem bewussten Gebrauch unserer Sprache tragen wir aktiv zur Gleichstellung aller Geschlechter und zu einer wertschätzenden Ansprache aller bei. […] Wir verwenden den Doppelpunkt für alle Schreiben, Webseiten, Publikationen, Berichte, Stellenausschreibungen u. ä. [u]m alle Geschlechter und Geschlechtsidentitäten sichtbar anzusprechen“. Die FH Joanneum nutzt den Doppelpunkt seit September 2021, die Medizinische Universität seit Ende 2020 das Sternchen. |
| 2021-08 | * |   |   | Überwachungsstelle des Bundes für Barrierefreiheit von Informationstechnik (BFIT-Bund): Die deutsche Prüfstelle veröffentlichte eine eigene Studie als Empfehlung zu gendergerechter, digital barrierefreier Sprache, die „häufig genutzte Genderzeichen unter Aspekten der technischen Barrierefreiheit sowie ihrer Gebrauchstauglichkeit aus Nutzer orientierte Sicht“ untersuchte. „BFIT-Bund schließt sich der Experten Meinung an und empfiehlt unter der Maßgabe ihres Auftrages nach § 8 BITV, das Gendern mit dem Asterisk“ (Details). |
| 2021-06 |   | : |   | Mainz (Rheinland-Pfalz): Laut Oberbürgermeister Michael Ebling (SPD) habe sich seine städtische Verwaltung entschieden: „Wir werden für das Gendern den Doppelpunkt verwenden, in allen Dokumenten nach innen und nach außen.“ Andere Möglichkeiten seien freigestellt. |
| 2021-06 | * | : |   | Hamburg (Stadtstaat): In allen Behörden darf „gendergerechte Sprache“ verwendet werden, auch Schreibweisen mit Doppelpunkt oder Sternchen sind erlaubt. Diese Sprachregelung gilt allerdings nicht für Erlasse oder Änderungen von Rechts- und Verwaltungsvorschriften. Die Zweite Bürgermeisterin Katharina Fegebank (Grüne) erklärte: „Damit schaffen wir die Möglichkeit, alle Menschen diskriminierungsfrei zu adressieren“. Der aktuelle Leitfaden erweitere den Senatsbeschluss von 1995, in dem bereits die Gleichbehandlung von weiblichen und männlichen Sprachformen in der Verwaltungssprache vorgeschrieben wurde. Die Behörde für Schule und Berufsbildung erlaubt in ihren Maßnahmen zur gendergerechten Sprache weiterhin nur Beidnennung und geschlechtsneutrale Formulierungen (vergleiche Regelungen zu Genderzeichen an Schulen). Die Uni Hamburg empfiehlt seit 2020 insbesondere den Doppelpunkt. |
| 2021-06 | * |   |   | Bonn (Nordrhein-Westfalen): „Geschlechtergerechte Sprache ist eine Form von Wertschätzung gegenüber allen Menschen. Die Stadt Bonn setzt sich für eine gerechte, respektvolle und diskriminierungsfreie Sprache ein. […] Alternativ und in Fällen, in denen eine Umformulierung nicht möglich ist, kann der Gender-Stern (*) Anwendung finden. Mit Blick auf Menschen, die Schwierigkeiten haben, die Alltagssprache zu lesen und zu verstehen, soll die Anwendung des Gender-Sterns (*) so zurückhaltend wie möglich erfolgen. Im Bereich ‚Leichte Sprache‘ wird auf den Gender-Stern (*) verzichtet.“ Oberbürgermeisterin Katja Dörner (Grüne): „Manche Menschen ordnen sich dem weiblichen oder männlichen Geschlecht zu, manche nicht. Eine Kommune wie die Bundesstadt Bonn, die für sich in Anspruch nimmt, für alle ihre Menschen da zu sein, muss dies aktiv aufgreifen und in ihrer Kommunikation umsetzen. Daher darf die Sprache der Stadtverwaltung nicht Teile der Bevölkerung ausschließen.“ Die regionale Tageszeitung General-Anzeiger will „fantasievoll und flexibel“ gendern, ohne Genderzeichen oder Binnen-I. Die Uni Bonn nutzt Sternchen seit Anfang 2019. |
| 2021-06 | * |   |   | Norderstedt (Schleswig-Holstein): „Jede Verwaltung, die demokratische Grundsätze beachtet, ist durch den gesetzlichen Handlungsauftrag nun aufgefordert, der geschlechtlichen Vielfalt auch sprachlich Ausdruck zu verschaffen. Die Stadt Norderstedt hat sich daher entschieden, sowohl in der internen als auch der externen Kommunikation, das Gendersternchen zu verwenden oder auf genderneutrale Bezeichnungen zurückzugreifen. […] Dieser Leitfaden soll dabei helfen, Sprache genderbewusst anzuwenden. […] Wir bitten deshalb um dessen Verwendung in möglichst vielen Korrespondenzen, Formularen, Vordrucken, Anträgen und Berichten. […] Und: nicht alle Begriffe lassen sich grammatikalisch korrekt gendern, z. B. Experte/Expertin oder Arzt/Ärztin. In solchen Fällen kann auf die doppelte Nennung zurückgegriffen werden.“ |
| 2021-05 | * |   | _ | Tirol (Österreich): Die Landesregierung empfiehlt in der 6. Auflage ihres Leitfadens für eine geschlechtergerechte Sprache in Bild und Schrift Gender-Schreibweisen mit Sternchen, Unterstrich, einfachem Schrägstrich oder Binnen-I: „Geschlechtergerechte Sprache gibt die Wirklichkeit genauer wieder“. Die PH Tirol nutzt seit Ende 2020 den Doppelpunkt. |
| 2021-04 | * | : | _ | Basel-Stadt (Kanton): „Da der Gender_Gap, der Genderstern und Gender-Doppelpunkt alle Geschlechter umfassen, können sie die Paarformen ersetzen.“ Hingewiesen wird: „Für die offizielle amtliche Schreibweise des Kantons Basel-Stadt gilt weiterhin der von der Schweizerischen Bundeskanzlei publizierte Leitfaden zum geschlechtergerechten Formulieren“ von 2009 (siehe auch Bundeskanzlei gegen Genderzeichen). Zur technischen Unterstützung von geschlechtergerechter Sprache dient das Portal gleichgestellt.ch und das Gender-Wörterbuch Gender app. Die Uni Basel empfiehlt seit Mitte 2021 den Genderstern. Der benachbarte Kanton Basel-Landschaft erlaubte im Mai 2021 weder Sternchen noch Binnen-I, in Anlehnung an die aktuellen «Schreibweisungen» der Bundeskanzlei und in Fortführung des Regierungsratsbeschlusses Richtlinien zur sprachlichen Gleichbehandlung von Frau und Mann von 1990 zur Beidnennung von weiblicher und männlicher Sprachform. |
| 2021-04 |   | : |   | Lünen (Nordrhein-Westfalen): Der Doppelpunkt soll „alle Menschen der Stadt ansprechen“. |
| 2021-03 | * |   |   | Köln (Nordrhein-Westfalen): „Für eine Kommunikation, bei der sich alle Menschen angesprochen fühlen, ist die Verwaltung der Stadt Köln zukünftig dazu aufgefordert, intern wie auch extern geschlechterumfassende Formulierungen oder, wenn dies nicht möglich ist, den Genderstern anzuwenden.“ Orientiert wurde sich dabei am Leitfaden der Stadt Dortmund zur gendersensiblen Sprache. Oberbürgermeisterin Henriette Reker (parteilos): „Wir sind die Stadt der Vielfalt. Lassen Sie uns diese Vielfalt auch in unserer Kommunikation deutlich sichtbar machen und unseren Kollegen, den Kölner und auch unseren Gästen eine gute Partnerin in allen Lebenssituationen sein!“ Die Uni Köln nutzt Sternchen seit 2014, die TH Köln seit 2018. |
| 2021-03 |   | : |   | Nottuln (Nordrhein-Westfalen): Die Gleichstellungsbeauftragte Carola König erklärte: „Daher ist es uns als Gemeindeverwaltung wichtig, den Ansatz eines geschlechtersensiblen Umgangs mit Sprache zu verfolgen. […] Diese Haltung wird unter anderem durch die Verwendung des Doppelpunktes erkennbar zum Beispiel bei Mitarbeiter.“ Bürgermeister Dietmar Thönnes (parteilos): „Eine geschlechtergerechte und gendersensible Sprache ist ein wichtiger Schritt auf dem Weg zu einer offenen und vielfältigen Gesellschaft“. |
| 2021-03 | * | : | _ | Bundestag (Deutschland): Schreibweisen mit Genderstern, Doppelpunkt und andere geschlechtergerechte Formen in Anträgen, Entschließungsanträgen und Begründungen von Gesetzentwürfen sind nun erlaubt; zuvor wurden Gender-Schreibweisen herauskorrigiert und durch das generische Maskulinum ersetzt. |
| 2021-01 | * |   |   | Mülheim an der Ruhr (Nordrhein-Westfalen): Empfohlen wird das Sternchen, „um das gesamte Spektrum der Geschlechter sprachlich abzubilden […]. Wir bitten deshalb um dessen Verwendung in möglichst vielen Korrespondenzen, Formularen, Vordrucken, Anträgen und Berichten.“ Oberbürgermeister Marc Buchholz (CDU) begründete die Verwendung gendergerechter Sprache: „Solange Frauen und LSBTIQ*-Menschen unerwähnt bleiben, sind sie es auch in der Vorstellung der Lesenden und Zuhörenden.“ Die ortsansässige Hochschule Ruhr West nutzt seit Mitte 2019 Sternchen und Unterstrich. |
| 2021-01 |   |   | _ | Tübingen (Baden-Württemberg): Besonders für „Vordrucke eignet sich, wenn keine geschlechtsneutrale Formulierung möglich ist, der Unterstrich.“ |
| 2020-12 |   | : |   | Bremen (Stadtstaat): Der Finanzsenator Dietmar Strehl (Grüne) stellte eine Handreichung vor, nach der die Verwaltung zukünftig „überall“ gendern solle, eher mit Doppelpunkt als mit Gendersternchen: „Aus Gründen der besseren technischen Zugänglichkeit empfiehlt sich also die Nutzung des Gender-Doppelpunktes. Das Kompetenzteam Bürgerservice und Kommunikation sieht an dieser Stelle allerdings von einer eindeutigen Empfehlung ab, da die Diskussion um Genderstern oder Gender-Doppelpunkt auch zwischen blinden und sehbehinderten Menschen derzeit kontrovers geführt wird und noch nicht am Ende ist.“ Auch offizielle Schulschreiben können als geschlechtersensible Form den Doppelpunkt nutzen – Regelungen zu Genderzeichen in Unterricht und Schulalltag bleiben den Schulleitungen überlassen (vergleiche Regelungen zu Genderzeichen an Schulen). Bereits 1985 hatte der Senat der Freien Hansestadt Bremen unter Hans Koschnick (SPD) in dem Runderlass zur Gleichbehandlung von Frauen und Männern in Vordrucken festgestellt, dass der generische Gebrauch männlicher Formen von Personenbezeichnungen unerwünscht sei. Der Grundsatz der Gleichbehandlung von Frauen und Männern sei inhaltlich und sprachlich zu beachten. 1989 wurde ergänzt, dass geschlechtergerechte Sprache nicht nur in Vordrucken, sondern in allen Veröffentlichungen verwendet werden solle. 2006 bekräftigte der Senat anlässlich einer Anfrage Geschlechtergerechte Amtssprache: „Für den Senat ist die Gleichstellung von Frauen und Männern unter Beachtung des Gender Mainstreaming durchgängiges Leitprinzip und wird in allen Bereichen gefördert; dies gilt auch für die Sprache der bremischen Verwaltung.“ Die Uni Bremen nutzt seit Ende 2019 den Genderstern. |
| 2020-12 | * |   | _ | Duisburg (Nordrhein-Westfalen): „In Sinnzusammenhängen, in denen Wert darauf gelegt wird, dass sich auch alle anderen geschlechtlichen Identitäten willkommen fühlen sollen, wird mittlerweile häufig ein Gender-Gap (z. B. Mitarbeiter) oder der Gender-Star (z. B. Mitarbeiter) benutzt. Auf diese Weise sollen alle Menschen auch aus dem LSBTTI-Bereich mitgedacht und sichtbar gemacht werden. Eine eindeutige Handlungsempfehlung gibt es hier allerdings nicht.“ Die Uni Duisburg/Essen nutzt seit Mitte 2019 den Unterstrich. |
| 2020-11 | * | : | _ | Frankfurt am Main (Hessen): Frauendezernentin Rosemarie Heilig und Personaldezernent Stefan Majer (Grüne) regten an, geschlechtergerechte Sprache in der Stadtverwaltung zu benutzen: „Das Frauenreferat nutzt den Genderstern: nicht nur in der Kurzform (Professoren, Kollegen etc.), sondern zum Teil auch hinter Frauen* und Mädchen*. Hierbei ist auf die Zielgruppe zu achten: Wenn nicht nur cis-geschlechtliche, sondern auch queere/trans* Personen angesprochen werden sollen, empfiehlt sich die Nutzung des Gendersterns“ (siehe Genderstern bei „Frauen*“). Auch Doppelpunkt und Unterstrich sind möglich. Bereits 1990 gab es einen Beschluss der Kölner Stadtverordneten unter dem Titel Gleichberechtigung auch in der Sprache! Im Mai 2021 erklärt die Stadtverwaltung, wie einzelne Ämter kommunizierten, bliebe diesen selbst überlassen: „So steht es dem Frauenreferat und allen übrigen Institutionen selbstredend frei, in Flyern und Informationsmaterialien Gendersprache anzuwenden.“ Die Uni Frankfurt nutzt Sternchen seit 2016, die überregionale Tageszeitung Frankfurter Rundschau nutzt seit Oktober 2020 den Doppelpunkt. |
| 2020-10 | * |   |   | Essen (Nordrhein-Westfalen): Die Stadtverwaltung führte das Sternchen im Zuge einer Komplettüberarbeitung des Internet-Angebots ein; einen Leitfaden oder eine Dienstanweisung gibt es dazu nicht. Im Oktober 2021 erklärte Thomas Kufen (CDU), es gehe ihm „um eine Sprache, die niemanden ausgrenzt“, das Gendersternchen falle in seine Organisationshoheit als Oberbürgermeister. Die Fachbereiche und Tochterfirmen der Stadt gingen eigenverantwortlich damit um, auch andere Gender-Schreibweisen seien möglich. Bereits 1989 erließ Oberstadtdirektor Kurt Busch (SPD) eine Dienstanweisung mit der Maßgabe, in der Kommunikation grundsätzlich geschlechtsneutrale Formen oder die Beidnennung zu nutzen. Die Uni Duisburg/Essen nutzt seit Mitte 2019 den Unterstrich. |
| 2020-10 | * |   |   | Karlsruhe (Baden-Württemberg): Mittels eines Pilotprojekts wurden Erfahrungen mit der Nutzung des Gendersterns gesammelt. Im Gemeinderat wurde ein Antrag abgelehnt, Sternchen gegen Doppelpunkt auszutauschen. Im Januar 2022 kam das Projekt Genderstern – Umsetzung geschlechtergerechter Sprache bei der Stadt Karlsruhe zu dem Ergebnis, dass „mit der Verwendung und der Akzeptanz des Gendersterns von den Projektbeteiligten überwiegend positive Erfahrungen gemacht“ worden seien. Oberbürgermeister Frank Mentrup (SPD) erklärte, dass die Verwendung des Gendersterns nicht verpflichtend sei, aber in einer „Zeit von sprachlicher Diversität“ eine Möglichkeit biete, gemeinsam mit Politik und Gesellschaft Erfahrungen zu sammeln und Lösungen zu finden. Im Juli 2022 wurde der ausgearbeitete Leitfaden Geschlechtergerechte Sprache vom Hauptausschuss des Gemeinderats begrüßt; der Oberbürgermeister nannte ihn eine „gut handhabbare Empfehlung“. Die Verwendung von Sternchen ist möglich, allerdings nicht in Gesetzestexten und in der Medienarbeit. |
| 2020-09 | * |   |   | Kassel (Hessen): Die Mehrheit der Stadtverordnetenversammlung beschloss den SPD-Antrag für eine „geschlechtergerechte Sprache“ in Schreiben der Verwaltung; wenn neutrale Formulierungen nicht möglich sind, solle das Gendersternchen verwendet werden. Anfang 2022 wurde ein Antrag der AfD abgelehnt, die geschlechtergerechte Sprache in Kassel abzuschaffen. Die Uni Kassel nutzt seit 2019 alle drei Genderzeichen. |
| 2020-07 | * |   |   | Dresden (Sachsen): „Nicht immer ist es möglich oder sinnvoll, ausschließlich geschlechtsneutral zu formulieren. Daher empfiehlt die Landeshauptstadt Dresden als Möglichkeit die Sternchen-Schreibweise (auch Gender-Star oder Gendersternchen genannt). Damit sprechen Sie die Personen direkt an – unabhängig von ihrem Geschlecht. Es ist ein Platzhalter für Frauen, Männer, Trans*, Inter* und weitere Geschlechter.“ Die TU Dresden nutzt seit Anfang 2020 den Doppelpunkt. |
| 2020-05 | * |   |   | Kiel (Schleswig-Holstein): „Künftig werden sämtliche Schrifterzeugnisse geschlechterumfassend formuliert oder mit dem Gender-Stern (*) versehen.“ Bereits seit zwei Jahren wurden auf der städtischen Website gelegentlich Sternchen genutzt, ebenso lange dauerte die Vorbereitungszeit und der interne Abstimmungsprozess bis zur offiziellen Einführung des Sternchens als Mittel der gendergerechten Sprache. Die Uni Kiel nutzt Sternchen seit 2017, die FH Kiel seit 2019. |
| 2020-05 | * |   |   | Dortmund (Nordrhein-Westfalen): „Eine moderne Verwaltung, die demokratische Grundsätze beachtet, ist durch den gesetzlichen Handlungsauftrag nun aufgefordert, der geschlechtlichen Vielfalt auch sprachlich Ausdruck zu verschaffen. Die Stadt Dortmund hat sich daher entschieden, sowohl in der internen als auch der externen Kommunikation auf geschlechtsneutrale Bezeichnungen zurückzugreifen oder alternativ das Gender-Sternchen (*) zu verwenden.“ Im März 2021 bezog sich die Stadt Köln auf Dortmunds Sprachleitfaden. Die TU Dortmund nutzt vor allem Sternchen seit Mitte 2021. |
| 2020-04 | * |   |   | Stuttgart (Baden-Württemberg): „Ab sofort ist neben den bisherigen geschlechtsspezifischen (Mitarbeiter) und geschlechtsneutralen Formulierungen (Mitarbeitende) der Gender-Star (*) (Mitarbeiter) zulässig. Dieser sollte einheitlich verwendet werden, um alle Geschlechter und Geschlechtsidentitäten zu benennen, soweit dies sachlich gerechtfertigt ist.“ Zuvor nutzte die Stadtverwaltung Unterstrich, einfachen Schrägstrich und Binnen-I. Anfang Februar 2024 verkündete Stuttgarts Oberbürgermeister Frank Nopper, dass er der Stadtverwaltung empfiehlt, künftig auf Genderzeichen zu verzichten, da Gendersprache von der Mehrheit der Bevölkerung abgelehnt wird. Die Uni Stuttgart nutzt seit März 2020 Sternchen und Unterstrich. |
| 2020-04 | * |   |   | Wolfsburg (Niedersachsen): Die städtische Gleichstellungsbeauftragte Antje Biniek erklärte: „Das Gendersternchen steht als Platzhalter für weitere Geschlechter, abseits des binären Systems von weiblich und männlich – auch in Wolfsburg gibt es Menschen, welche diesen Platzhalter für die eigene Identität beanspruchen und selbstverständlich als Teil dieser Gesellschaft wahrgenommen werden wollen.“ |
| 2020-02 | * |   |   | Magdeburg (Sachsen-Anhalt): „Überall, wo es möglich ist, werden geschlechtsumfassende Formulierungen verwendet (bspw.: die Teilnehmenden; die wahlberechtigte Bevölkerung, die Veranstaltenden, etc.). Ist eine solche Formulierung nicht möglich, wird das Gender-Sternchen eingesetzt.“ |
| 2020-01 |   | : |   | Lübeck (Schleswig-Holstein): Zunächst wurde im Juni 2019 auf einer Bürgerversammlung mehrheitlich für eine geschlechtergerechte Sprache gestimmt; im September beschloss dann die Mehrheit im Hauptausschuss der Bürgerschaft, dass alle politischen Anträge gendergerecht formuliert werden sollten. Zum Jahreswechsel 2020 veröffentlichte die Stadtverwaltung einen Sprachleitfaden mit Geschäftsanweisung, der in erster Linie geschlechtsneutrale Formulierungen empfiehlt. „Falls dies nicht möglich ist, darf der Gender:Doppelpunkt verwendet werden, wie zum Beispiel Bewohner oder Kollegen. Der Doppelpunkt zwischen der maskulinen und femininen Endung soll in der Schriftsprache als Darstellungsmittel aller sozialen Geschlechter und Geschlechtsidentitäten dienen. Ziel ist es, den Geschlechterdualismus aufzuheben.“ Die neue Sprachregelung sei im gesamten Schriftverkehr in allen Bereichen der Stadtverwaltung anzuwenden, auch in den Eigenbetrieben. Die örtlichen Lübecker Nachrichten würden sich der gegenderten Schreibweise nicht anschließen, erklärte ihr Chefredakteur; nur hin und wieder werde in Artikeln die Beidnennung genutzt. Der konservative Verein Deutsche Sprache nannte den Gender-Doppelpunkt eine regelwidrige „grässliche Monstrosität“. Lübecks Bürgermeister Jan Lindenau (SPD) erwiderte auf Bedenken mit dem Verweis auf das Allgemeine Gleichbehandlungsgesetz (AGG): „Wir wollen als Verwaltung diskriminierungsfrei kommunizieren“. Mitglieder der Verwaltung hätten keine Sanktionen zu befürchten, wenn sie den Doppelpunkt oder andere Empfehlungen zur Gendersprache nicht benutzten. Die Uni Lübeck nutzt seit Mitte 2019 den Genderstern.                                                                     |
| 2020-01 | * |   |   | Aalen (Baden-Württemberg): „Dieses sprachliche Gestaltungsmittel schließt alle sozialen Geschlechter und Geschlechtsidentitäten mit ein. Beim Vorlesen wird der Gender-Star durch eine kurze Pause kenntlich gemacht.“ Die Hochschule Aalen nutzt seit September 2021 den Doppelpunkt. |
| 2020-01 | * |   |   | Filderstadt (Baden-Württemberg): Die Leiterin des Referats für Chancengleichheit erklärte zum Sternchen: „Diese Schreibform soll deutlich machen, dass Frauen und Männer gemeint sind – gleichzeitig aber auch jene, die sich einem dritten Geschlecht zugehörig fühlen“. Sie favorisiere allerdings neutrale Formulierungen ohne Genderstern. |
| 2019-10 | * |   |   | Segeberg, Kreis (Schleswig-Holstein): Der Kreistag beschloss die lange vorbereiteten Strategischen Ziele des Kreises bis 2023, die auch Formulierungen mit Sternchen ermöglichen. |
| 2019-06 | * |   |   | Flensburg (Schleswig-Holstein): Die Oberbürgermeisterin Simone Lange (SPD) erklärte zur Einführung des Sternchens: „Flensburg möchte nicht nur auf den gesetzlichen Handlungsauftrag reagieren, die 3. Geschlechtsoption in das Verwaltungshandeln einzubeziehen. Mit unserer Mitgliedschaft im Landesbündnis für Akzeptanz und Respekt setzen wir auch ein Zeichen dafür, dass unser buntes Flensburg Vielfalt als Bereicherung empfindet.“ |
| 2019-06 |   |   | _ | Freiburg im Breisgau (Baden-Württemberg): Der Oberbürgermeister Martin Horn (parteilos) erklärt im Geleitwort zum Leitfaden Gender & Diversity in Wort und Bild: Formen antidiskriminierender Sprachhandlungen: „Als Verwaltung der Stadt Freiburg ist es unsere höchste Priorität, in unseren Funktionen als Dienstleister, als Arbeitgeber, als Auftraggeber, als Fördermittelgeber und als Ausführungsorgan von Rechtsvorschriften alle Menschen anzusprechen und ihre Teilhabe zu fördern. […] Die Verwendung von geschlechtersensibler Sprache hat dabei zum Ziel, die Vielfalt unserer Gesellschaft zu berücksichtigen sowie diese auch sichtbar zu machen – sei es im gesprochenen oder geschriebenen Wort, bei Abbildungen in Publikationen, in Pressemitteilungen als auch bei dem Web-Auftritt der Stadtverwaltung.“ Der Leitfaden grenzt sich ab gegen das Sternchen: „Der Gender-Star erlangte große Popularität in der queeren Bewegung und adressiert primär die sexuelle Identität bzw. Orientierung, während der Gender-Gap mit weiteren ‚Diversity‘-Dimensionen assoziiert wird.“ Anfang 2022 erklärte die Stadtverwaltung, in Stellenausschreibungen nur noch das generische Femininum zu verwenden mit dem Zusatz „(a)“ für „alle“: Vermessungsingenieurin (a). Oberbürgermeister Martin Horn (parteilos): „Wir setzen hier ein sichtbares Zeichen für die Selbstverständlichkeit der Gleichheit aller, indem wir bewusst einen sprachlichen Hingucker setzen, um verfestigte Stereotype aufzubrechen.“ Die Uni Freiburg erlaubt seit 2016 alle Genderzeichen. |
| 2019-04 | * |   | _ | Antidiskriminierungsstelle des Bundes (ADS): Die weisungsunabhängige Stelle im deutschen Bundesfamilienministerium empfiehlt für Stellenausschreibungen neben der Klammer „(m/w/d)“ und geschlechtsneutralen Formulierungen auch Schreibweisen mit Unterstrich oder Sternchen: Finanzbuchhalter, Verkäufer. Seit 2021 wird das Sternchen bevorzugt, auch zur persönlichen Anrede im geschäftlichen Schriftverkehr (Sehr geehrte*r Kim Schmidt). |
| 2019-02 | * |   |   | Gießen (Hessen): Die Oberbürgermeisterin Dietlind Grabe-Bolz (SPD) empfahl als „faire und geschlechtergerechte Sprache“ die Verwendung von neutralen Formen, Klammern „(m/w/d)“ oder Sternchen. |
| 2019-01 | * |   |   | Hannover (Niedersachsen) führte zur internen und externen Kommunikation das Sternchen ein für Fälle, in denen „geschlechtsumfassende Formulierungen“ nicht möglich seien; seit 2003 wurde dafür das Binnen-I verwendet. Der Genderstern solle in der Schriftsprache als Darstellungsmittel aller Geschlechter und Geschlechtsidentitäten dienen; Oberbürgermeister Stefan Schostok (SPD) erklärte: „Vielfalt ist unsere Stärke – diesen Grundgedanken des städtischen Leitbilds auch in unsere Verwaltungssprache zu implementieren, ist ein wichtiges Signal und ein weiterer Schritt, alle Menschen unabhängig von ihrem Geschlecht anzusprechen.“ Die Regelungen lösen die aus dem Jahr 2003 stammende Empfehlung für eine zeitgemäße, Frauen und Männer angemessen berücksichtigende Verwaltungssprache ab. Sie wurden erarbeitet vom Bereich Kommunikation unter der Leitung von Annika Schach und mit Beteiligung des Gesamtpersonalrats, der Personalentwicklung, des Referats für Frauen und Gleichstellung, der Beauftragten für sexuelle und geschlechtliche Vielfalt sowie mit Unterstützung der Gleichstellungsbeauftragten der Stadt Flensburg. Der Oberbürgermeister und die „Dezernentenkonferenz“ stimmten der Einführung zu. Die Uni Hannover nutzt Sternchen seit Mitte 2020, die MHH Hannover den Unterstrich seit Anfang 2019, die Hochschule Hannover Sternchen und Unterstrich seit 2016. |
| Datum   | * | : | _ | Behörde / Ort |

### Hochschulen
2011 stellte eine Studie bezüglich Regelungen zur sprachlichen Gleichstellung an Hochschulen fest: „Viele Universitäten in der Schweiz (z. B. Zürich und Bern) und in Österreich (z. B. Klagenfurt und Krems) haben sich explizit mit dem Thema beschäftigt und Richtlinien hierzu eingeführt. In Deutschland scheint dies etwas seltener der Fall zu sein. Doch auch hier haben beispielsweise die Gleichstellungsbüros der Universitäten Göttingen und der TU Braunschweig eigene Leitfäden zur sprachlichen Gleichbehandlung herausgegeben und die Universität Konstanz verpflichtet sich in ihrem Gender-Kodex von 2010, eine ‚gendergerechte‘ Sprache zu verwenden.“
2012 wurde eine der frühesten Empfehlungen von Genderzeichen von der Philosophin Gudrun Perko für den Gleichstellungsrat der Fachhochschule Potsdam entwickelt; bevorzugt wurde der Unterstrich gegenüber der ebenfalls als „queer“ beschriebenen Variante mit Sternchen. 2017 untersuchte das Forschungsprojekt „Geschlechtergerechte Sprache in Theorie und Praxis“ (geleitet von Gabriele Diewald) die 80 Sprachleitfäden, die deutsche Universitäten und Fachhochschulen bis dahin veröffentlicht hatten (etwa ein Drittel aller Hochschulen): In der Regel hatten die Leitfäden nicht den Charakter einer verbindlichen Dienstanordnung, sondern waren Ratgeber zu gendergerechten Formulierungsmöglichkeiten. Während die frühen Leitfäden von Sprachwissenschaftlern geschrieben worden waren, übernahmen das in der Folge die Gleichstellungsstellen selber; nicht immer war erkennbar, wer die Vorschläge erarbeitet hatte. Eine Einheitlichkeit der sprachlichen Praxis war nicht festzustellen. Nicht betroffen von allgemeinen Sprachempfehlungen der Verwaltungen sind die Prüfungsordnungen der Hochschulen, in denen Rahmenbedingungen und Benotungskriterien von Prüfungen festgelegt sind.
2019 empfahl die TU9 – German Universities of Technology (Verband von neun deutschen technischen Hochschulen) Genderstern und Unterstrich zur Sichtbarmachung aller Geschlechter, wenn keine neutrale Formulierung möglich ist. Im März 2021 bemängelte der Rat für deutsche Rechtschreibung auch bei Hochschulverwaltungen, dass ihre Verwendung von Genderzeichen die Vorgaben des Rats zur geschlechtergerechten Schreibung nicht erfüllten (Details). Für Schulen verboten im August 2021 die Kultusministerien in Sachsen und Schleswig-Holstein die Verwendung von Genderzeichen (Details). Im September empfahl die Landeskonferenz der Gleichstellungsbeauftragten an den wissenschaftlichen Hochschulen Baden-Württembergs (LaKoG) die Nutzung von Genderzeichen, „wenn eine geschlechtsneutrale Formulierung nicht möglich ist oder geschlechtliche Vielfalt explizit benannt werden soll.“
Die folgende Liste enthält eine Auswahl nennenswerter Hochschulverwaltungen, die für ihre interne und externe Kommunikation ausdrücklich auch Schreibweisen mit Genderzeichen erlauben oder empfehlen (sortiert nach Ländern und Monat der Einführung). Stand Juni 2022 werden hier 88 Hochschulen gelistet: 68 nutzen Gendersternchen * (77 % Mitarbeiter*innen), 32 den Gender-Doppelpunkt : (36 % Mitarbeiter:innen), 34 den Gender-Gap _ (39 % Mitarbeiter_innen) und 2 den Gender-Apostroph ’ (2 % Mitarbeiter’innen).
 Länder:
- Baden-Württemberg
- Bayern
- Berlin
- Brandenburg
- Bremen
- Hamburg
- Hessen
- Mecklenburg-Vorpommern
- Niedersachsen
- Nordrhein-Westfalen
- Rheinland-Pfalz
- Sachsen
- Schleswig-Holstein
- Thüringen
- Österreich
- Schweiz

| Datum                                                                                  | * | : | _ | Ort, Hochschule |
| -------------------------------------------------------------------------------------- | - | - | - | --- |
| Baden-Württemberg (1988: erste Regelungen zur geschlechtergerechten Amtssprache)       |   |   |   | |
| 2021-09                                                                                |   | : |   | Aalen, Hochschule: Der Leitfaden Gendergerechte Sprache sieht geschlechtsneutrale Formulierungen vor; sollte das nicht möglich sein, bevorzugt er „aufgrund der Barrierefreiheit (Text-zu-Sprache) den Doppelpunkt statt des Gendersterns, der hier zu Problemen führen kann […] anstatt Professorinnen und Professoren besser Professor:innen“. Die Stadt Aalen nutzt seit Anfang 2020 den Genderstern. |
| 2021-05                                                                                | * |   |   | Heidelberg, Universität: Zur Verwendung geschlechterneutraler Sprache in Prüfungsordnungen und Satzungen beschloss der Senat: „Die Einrichtungen der Universität Heidelberg legen fest, in welcher Form sie gendergerechte Sprache verwenden. Für den universitären Alltag wird der Gebrauch gendergerechter Sprache empfohlen, hier können Einrichtungen und Personen sich für die Form entscheiden, die sie nutzen wollen. […] Wenn eine geschlechtsneutrale Formulierung nicht möglich ist, kann auf die Kurzform mit Genderstern zurückgegriffen werden. Dieser Asterisk im Wort symbolisiert auch den Einschluss jener Personen, die sich weder als Frau noch als Mann definieren, wie etwa Personen mit dem dritten Geschlechtseintrag ‚divers‘. Hierbei ist von Student*innen anstatt von Studenten die Rede. In der Aussprache zeigt sich dies als kurzer Stopp im Wort an der Stelle des Gendersterns.“ In einem Online-Tutorial bietet die Gleichstellungsstelle Orientierungshilfen zur gendergerechten Sprache. Die PH Heidelberg nutzt seit Ende 2020 Sternchen und Doppelpunkt. |
| 2020-12                                                                                | * | : |   | Heidelberg, Pädagogische Hochschule: „Der Senatsbeschluss vom 16.12.2020 sieht explizit keine Festlegung auf eine der beiden Optionen (Doppelpunkt oder Sternchen) vor. […] Die Gleichstellungskommission der Pädagogischen Hochschule spricht sich für die Verwendung des Doppelpunktes an der Hochschule aus.“ Die Uni Heidelberg nutzt Sternchen seit Mai 2021. |
| 2020-10                                                                                | * |   |   | Offenburg, Hochschule: „Ist wenig Platz vorhanden und die neutralisierte Form nicht möglich, so sollte ein ‚*‘ verwendet werden: Professor*innen; Bewerber*innen, Berater*innen, Mitarbeiter*innen, Studienanfänger*innen, Beauftragte*r“. |
| 2020-03                                                                                | * |   | _ | Stuttgart, Universität: „Wenn Beidnennung und Neutralisierung als Optionen entfallen, kann die Kurzform des ‚Sternchens *‘ Verwendung finden. Alternativ hierzu ist der Unterstrich (GenderGap) ebenfalls eine gängige Kurzform. Beide Kurzformen symbolisieren zusätzlich einen Raum für Personen, die sich in einem zweigeschlechtlichen Kategoriensystem nicht wiederfinden, wie beispielsweise Personen mit dem dritten positiven Geschlechtseintrag ‚divers‘. Die Kurzformen Schrägstrich, Klammern oder Binnen-I werden nicht empfohlen, weil sie nicht mehr als zeitgemäß erachtet werden.“ Die Stadt Stuttgart nutzt Sternchen seit April 2020. |
| 2020-01                                                                                | * |   |   | Konstanz, Universität: „Im Ausnahmefall, wenn keine Genderumschreibung möglich ist, kann alternativ der Asterisk – das sogenannte Gendersternchen * – verwendet werden: Beispielsweise Referent*innen.“ Bereits 2010 verabschiedete das Rektorat einschließlich der Dekane der drei Sektionen den Gender Kodex der Universität Konstanz („Gender“ bezeichnet das soziale Geschlecht, die Geschlechtsidentität); der Kodex enthält im Punkt Information und Kommunikation: „Die Universität Konstanz verpflichtet sich auf eine gendergerechte Sprache und Gestaltung der grundlegenden Dokumente (Ordnungen, Satzungen, Dienstvereinbarungen), der Öffentlichkeitsarbeit und des Marketing sowie der internen Kommunikation. Die Universität unterstützt ihre Mitglieder bei der Umsetzung durch Fortbildungen und geeignete Instrumente.“ |
| 2016-07                                                                                | * | : | _ | Freiburg, Universität: „Eine einheitlich verbindlich geltende Regelung zur Verwendung geschlechtersensibler Sprache für alle Bereiche des Hochschullebens gibt es an der Universität Freiburg nicht. Seit 2016 empfiehlt der Senat die Leitlinie für geschlechtersensible Sprache“, ergänzt um die Möglichkeit des Doppelpunkts. Die Leitlinie schickt voraus: „Wir empfehlen mit einer ‚kreativen Lösung‘ zu experimentieren, die das generische Maskulinum vermeidet und die Vielfalt der Geschlechter einschließt. Kombinieren Sie die verfügbaren sprachlichen Mittel eines geschlechtersensiblen und geschlechtergerechten Sprachgebrauchs. Je nach Kontext und je nach Adressat_innen können und sollen entsprechende sprachliche Mittel eingesetzt werden, die alle Geschlechter benennen und Ungleichheiten vermeiden.“ Die Stadt Freiburg nutzt seit Mitte 2019 den Unterstrich. |
| Bayern (1992: erste Regelungen zur geschlechtergerechten Amtssprache)                  |   |   |   | |
| 2022-06                                                                                | * |   |   | Nürnberg, TH Georg Simon Ohm: Der Leitfaden zur Verwendung gendersensibler Sprache empfiehlt für die offizielle Kommunikation nach außen, „grundsätzlich neutrale Formulierungen zu wählen und, wenn dies nicht möglich ist, die Sternchenschreibweise konsequent anzuwenden“; sie solle „alle Menschen in ihrer Individualität berücksichtigen und ansprechen“. |
| 2021-09                                                                                | * | : | ’ | München, Universität (LMU): Die Frauenbeauftragte empfiehlt, genderumfassende Beschreibungen und Formulierungen zu verwenden. Alternativ könnten Sternchen, Doppelpunkt, Unterstrich oder Gender-Apostroph (’) verwendet werden. Manche dieser Sonderzeichen seien allerdings „nur bedingt barrierefrei“. |
| 2021-09                                                                                |   | : |   | Coburg, Hochschule: „Um in der Hochschule eine einheitliche Schreibweise zu etablieren, hat sich das Referat Marketing und Kommunikation für den Gender-Doppelpunkt entschieden. In der schriftlichen Kommunikation werden künftig also beispielsweise die Begriffe Mitarbeiter:innen, Kolleg:innen oder Dozent:innen genutzt.“ Der aktuelle Leitfaden stellt alle drei Genderzeichen sowie einfachen Schrägstrich und Binnen-I als „gendersensible Sprache“ vor. |
| 2021-05                                                                                |   | : |   | Freising/Triesdorf, Hochschule (HSWT): „Um nach außen eine einheitliche Sprache zu verwenden, hat die Hochschulleitung festgelegt, dass künftig an der HSWT der Doppelpunkt genutzt wird (z. B. Professor:innen), sofern nicht die Umschreibung mit einem genderneutralen Wort (z. B. Lehrende) möglich ist.“ Bezugnehmend auf die aktuelle Bekanntgabe des Rats für deutsche Rechtschreibung wird deutlich gemacht: „Gleichwohl entschied die Hochschulleitung der HSWT“, ein Genderzeichen zu verwenden. |
| 2021-04                                                                                |   | : |   | Würzburg/Schweinfurt, Hochschule (FHWS): „Wenn es keine neutrale Formulierung gibt und es aus Platzgründen nicht möglich ist Paarformen zu verwenden, kann sowohl in der hochschulweiten Kommunikation (auch wissenschaftliche Texte) als auch in der digitalen Kommunikation z. B. in Social Media (Facebook, Instagram, o. ä.) auf den inklusiven Gender-Doppelpunkt zurückgegriffen werden. Dies ist gegenüber der früheren Variante, dem Gender-Stern, und anderen Varianten auf Grund der Barrierefreiheit vorzuziehen.“ |
| 2021-03                                                                                |   | : |   | Deggendorf, TU (THD): „Das Kolon (Doppelpunkt) kann zur Darstellung der nicht-binären Geschlechtsdiversität verwendet werden. Ein Vorteil ist die unkomplizierte Lesbarkeit durch Screenreaders[sic!] und das schnelle Finden und Tippen auf der Tastatur.“ |
| 2020-11                                                                                | * |   | _ | Regensburg, Universität (UR): Neben Beidnennung und genderneutralen Formulierungen sind „weitere Formen der Schreibung: Binnen-I, Gender-Stern, Unterstrich […], die auch ausdrücklich die Berücksichtigung verschiedener Geschlechtsidentitäten erlauben[,…] besonders gut geeignet für kurze Nennungen (Überschriften, Anzeigen).“ Die OTH Regensburg verwendet seit Oktober 2020 Sternchen. |
| 2020-10                                                                                | * |   |   | Regensburg, OTH: „Da sich gendergerechte und diskriminierungsfreie Formulierungen in einem stetigen Aushandlungsprozess befinden, werden im Folgenden einige der gängigsten Varianten vorgestellt, die Sie im Hochschulalltag in Anschreiben, E-Mails, Reden, Vorträgen etc. verwenden können. Für die offizielle Kommunikation nach außen in Broschüren, Informationsschriften, Merkblättern, Studienführern etc. hat die Hochschulleitung der OTH Regensburg beschlossen, neben der genderneutralen Schreibeweise den Genderstern (Asterisk) zu verwenden.“ Die Uni Regensburg verwendet seit November 2020 Sternchen und Unterstrich. |
| 2020-05                                                                                | * | : |   | München, TU (TUM): „Gibt es keine geeignete neutrale Formulierung oder sollte diese nicht gefallen, kann auf das sogenannte Gender-Sternchen zurückgegriffen werden. Beispiel: Workshoptrainer*innen oder Workshoptrainer:innen“. |
| 2019-07                                                                                | * |   |   | Erlangen/Nürnberg, Universität: „Angesichts der zunehmenden Verbreitung des Gender-Sterns (z. B. Professor*innen) im Sinne eines geschlechterumfassenden Sprachgebrauchs auch in der Hochschul- und Wissenschaftskommunikation wird er neben den hier vorliegenden rechtschreibkonformen Empfehlungen zur Abbildung geschlechtlicher Vielfalt angeraten, sofern keine Alternativen vorhanden sind. Hierbei ist zu berücksichtigen, dass die Gender-Stern-Schreibweise nicht alle grammatisch erforderlichen Kategorien (Flexionsformen) abbilden kann, so dass grammatische Konformität nicht durchgängig gegeben ist. Allerdings transportiert der Gender-Stern einen zukunftsweisenden Geschlechterbegriff.“ |
| 2012-07                                                                                | * |   | _ | Bayreuth, Universität: „Wir empfehlen den Gebrauch von geschlechter- und diversitätsgerechter Sprache, das heißt einer Sprache, die Diskriminierung vermeidet und die vielfältigen Lebenswirklichkeiten an unserer Universität anerkennt. Sie ist Ausdruck einer reflektierten Haltung und hat Vorbildcharakter im Studium, in den Wissenschaften und in der Verwaltung. […] Die Hochschulleitung der Universität Bayreuth hat den Sprachleitfaden am 3. März 2020 beschlossen.“ Bereits 2012 nannte der erste Leitfaden für geschlechter- und diversitätsgerechte Sprache die Möglichkeit der Schreibung mit Unterstrich. |
| Berlin (1987: erste Regelungen zur geschlechtergerechten Amtssprache)                  |   |   |   | |
| 2019-12                                                                                | * | : | _ | Berlin, Humboldt-Universität: Der Sprachleitfaden wurde 2019 von der Zentralen Frauenbeauftragten abgestimmt mit Angehörigen aller Statusgruppen der HU und den dezentralen Frauenbeauftragten und im Dezember als Empfehlung für alle HU-Angehörigen beschlossen. Zur Sichtbarmachung aller Geschlechter wird der Genderstern empfohlen. Im August 2021 wurde der Leitfaden ergänzt mit der Empfehlung des Doppelpunkts in digitalen Veröffentlichungen: „Sprachausgabeprogramme lesen den Doppelpunkt automatisch als Pause. […] Für Leser:innen von leichter Sprache ist der Doppelpunkt: einfacher zu lesen, da der Abstand zwischen dem ersten Wortteil und der Endung geringer ist.“ |
| 2018-10                                                                                | * | : |   | Berlin, Charité – Universitätsmedizin: Der Vorstand und die Zentrale Frauen- und Gleichstellungsbeauftragte erklärten, dass neben „Paarformulierungen“ und neutralen Bezeichnungen und Umformulierungen auch die Kurzform mit Genderstern verwendet werden soll, „da diese weitere Geschlechtsidentitäten einschließt“. Im Juni 2021 kam der Doppelpunkt dazu als „neueste Form der gendersensiblen Schreibweise. […] Grundsätzlich gilt aber insbesondere für Texte im Internet, dass möglichst keine Genderzeichen verwendet werden sollen, um eine Barrierefreiheit zu gewährleisten.“ |
| 2018-01                                                                                | * |   | _ | Berlin, TU: „Geschlechterumfassende Benennungen beziehen alle Geschlechtsidentitäten mit ein. Auch Personen, die sich nicht als weiblich oder männlich einordnen, werden sprachlich abgebildet. Dazu wird ein Sternchen* oder ein Unterstrich_ (Gender Gap) hinter den Wortstamm platziert. Beide fungieren als symbolischer Platzhalter für Geschlechtsidentitäten jenseits der Zweigeschlechtlichkeit. Das Koordinationsbüro für Frauenförderung und Gleichstellung empfiehlt das Gender-Sternchen*.“ |
| 2017-01                                                                                | * |   | _ | Berlin, ASH (Fachhochschule für Sozialarbeit und Sozialpädagogik): „Am 24.01.2017 wurde im Akademischen Senat der ASH Berlin beschlossen, in allen neuen Satzungen und Ordnungen den Gendergap und das Gendersternchen (*) zu verwenden.“ Zusätzlich gibt es eine erweiterte Verwendung: „Das Gendersternchen (*) hinter einem Wort dient als Verweis auf den Konstruktionscharakter von ‚Geschlecht‘. ‚Frauen*‘ beispielsweise bezieht sich auf alle Personen, die sich unter der Bezeichnung ‚Frau‘ definieren, definiert werden und/oder sich sichtbar gemacht sehen.“ |
| 2013-11                                                                                | * |   | _ | Berlin, Freie Universität (FU): Ein Flyer der Zentralen Frauenbeauftragten von 2017 empfiehlt als Kurzformen: „Student/inn/en, StudentInnen, Student*innen und Student_innen sind geeignete Formen, alle Geschlechter in einem Wort zu erfassen und sicherzustellen, dass alle angesprochen sind.“ Die beiden Genderzeichen wurden bereits im Leitfaden von 2013 vorgestellt: „Der Unterstrich bzw. die[sic!] Sternchen macht all jene gesellschaftlichen Positionierungen sichtbar, die jenseits von männlich und weiblich existieren“. |
| Brandenburg (1993: erste Regelungen zur geschlechtergerechten Amtssprache)             |   |   |   | |
| 2020-04                                                                                | * |   |   | Potsdam, Filmuniversität (Babelsberg): „Die Empfehlung für die Angehörigen der Filmuniversität (Mitarbeiter*innen, Student*innen, etc.) lautet, möglichst neutrale Formulierungen zu finden und andernfalls das ‚Gender-Sternchen‘ zu verwenden. […] Dadurch wird Raum symbolisiert für Personen, die sich in einem zweigeschlechtlichen System nicht wiederfinden. […] Vielmehr werden diese durch das symbolische Sternchen als Bindeglied dargestellt, das in alle Richtungen ‚strahlt‘“. |
| 2012-07                                                                                | * |   | _ | Potsdam, Universität: Seit 2012 werden neben Sternchen und Unterstrich auch der einfache Schrägstrich und die Klammer „(m/w/d)“ empfohlen; abgeraten wird von „Generalklauseln“, mit denen männliche Formen als geschlechterübergreifend erklärt werden. Im Mai 2020 wird diese Regelung bekräftigt. Seit 2013 stehen in der „Geschäftsordnung des Senats“ der Universität alle offiziellen Funktions- und Berufsbezeichnungen im generischen Femininum (alle Professorinnen). |
| 2012-07                                                                                | * |   | _ | Potsdam, Fachhochschule: Die zentrale Gleichstellungsbeauftragte bekräftigt Ende 2019 die Verwendung von „queeren“ Schreibweisen: „Wir empfehlen - nach Möglichkeit geschlechterneutrale Formulierungen zu nutzen - queere Schreibweisen, wie den Genderstar, zu verwenden, falls sich keine geschlechterneutralen Formulierungen finden lassen, da diese Variante alle Geschlechter sprachlich abbildet - sprachlich keine Klischees zu reproduzieren“. Bereits 2012 wurde der Unterstrich im ersten Sprachleitfaden des Gleichstellungsrats empfohlen, ausgearbeitet von der österreichischen Philosophin Gudrun Perko; auch das Sternchen wurde zu dieser frühen Zeit schon als „queere Schreibvariante“ aufgeführt (vergleiche Geschichte des Gendersterns). |
| Bremen (1985: erste Regelungen zur geschlechtergerechten Amtssprache)                  |   |   |   | |
| 2019-12                                                                                | * |   |   | Bremen, Universität: Das Referat Chancengleichheit bekräftigte Mitte 2021: „Wir können deshalb mit Blick auf das Ziel barrierearmer Texte keines der unterschiedlichen Symbole besonders empfehlen. Da der Doppelpunkt jedoch nicht die umfassende Symbolik von Geschlechtervielfalt und weiteren Diversitätspositionen bietet, sprechen wir uns für die Schreibweise mit Gender-Star aus.“ Die Stadt Bremen nutzt seit Ende 2020 den Doppelpunkt. |
| Hamburg (1995: erste Regelungen zur geschlechtergerechten Amtssprache)                 |   |   |   | |
| 2020-07                                                                                |   | : | ’ | Hamburg, Universität: „Für den Sprachgebrauch werden insbesondere neutrale Formulierungen (z. B. Studierende, Lehrende) sowie der Gender-Doppelpunkt (z. B. Professor:innen, Kolleg:innen) empfohlen. Die Schreibweisen entsprechend dem aktuellen Personenstandsrecht.“ Mitte 2020 hatte eine „Expert:innenkommission, zusammengesetzt aus Mitgliedern verschiedener Fachrichtungen der Universität Hamburg“, Empfehlungen für eine geschlechtergerechte Sprache erarbeitet, die Vorteile für den Gender-Apostroph nannte: „Wissenschaftler’innen, Forscher’innen, Student’innen […] Wegen der Buchstabenqualität und dezenten Form kommen die Besonderheit der Notation und Lesefreundlichkeit zur Deckung; zugleich sind geschlechtergerechte geschriebene und gesprochene Ausdrucksform gleich; screenreaderkompatibel, insofern barrierefrei“. Als Auslassungszeichen (Ku’damm, D’dorf) wird der Apostroph von den meisten Screenreadern mit einem kleinen Glottisschlag vorgetragen. Die Stadt Hamburg erlaubt Doppelpunkt und Sternchen seit Mitte 2021. |
| Hessen (1984: erste Regelungen zur geschlechtergerechten Amtssprache)                  |   |   |   | |
| 2021-07                                                                                | * |   |   | Gießen, TH Mittelhessen (THM): Die Handreichung Geschlechtergerechte Sprache empfiehlt: „Wenn sich ein Geschlechterbezug nicht oder nur schwer vermeiden lässt, nutzen Sie die Schreibung mit Sternchen, die alle drei Geschlechter abbilden soll. […] Das Sternchen lässt somit Platz für ein weiteres Geschlecht, das wir sprachlich (noch) nicht erfassen können. […] Den oben skizzierten Anforderungen wird das Sternchen am meisten gerecht, und es wird vom Senat der THM mit dem Beschluss vom 7. Juli 2021 empfohlen.“ |
| 2019-04                                                                                | * | : | _ | Kassel, Universität: Im Oktober 2020 wurden zusätzlich zum Sternchen noch der Unterstrich und der Gender-Doppelpunkt in die Empfehlungen zur Anwendung genderreflektierter Sprache aufgenommen: „Alle drei Zeichen versuchen also alle Menschen gleichermaßen zu repräsentieren, haben aber auch gewisse Vor- und Nachteile in der Verwendung. Da diese stark vom jeweiligen Kontext abhängig sind, ist eine eindeutige Empfehlung für eine der drei Formen nicht möglich.“ Die Stadt Kassel nutzt seit Herbst 2020 den Genderstern. |
| 2018-01                                                                                | * |   | _ | Marburg, Universität: Die Verwaltung empfiehlt das Sternchen neben Unterstrich, Schrägstrich und Binnen-I: Diese „Kurzformen sind sinnvoll bei Tabellen, Formularen, Navigationsmenüs im Internet, in informellen Texten wie interne Kurzmitteilungen oder wenn wenig Platz zur Verfügung steht.“ |
| 2017-06                                                                                | * |   |   | Fulda, Hochschule: „Der Gender-Stern ist eine Variante des symbolischen Aufbrechens der Geschlechterdualität. Statt einer Leerstelle steht der Stern für eine ‚Wildcard‘ für alle Identitäten neben ‚Frau‘ und ‚Mann‘. Zur Verbesserung der Lesbarkeit und Verständlichkeit der Texte sollte bei sichtbarmachenden Formulierungen die Schreibweise mit Gender Stern* (vereinfachte Schreibweise, z. B. eine Mitarbeiter*in) gewählt werden.“ |
| 2017-03                                                                                | * | : | _ | Darmstadt, TU: Die Verwaltung empfiehlt Sternchen und Unterstrich und seit März 2021 auch den Doppelpunkt, der bei Screenreadern und Brailledisplays eine kleine Pause bewirke. |
| 2016-09                                                                                | * |   |   | Frankfurt, Universität: Zunächst wurde im Rahmen des Projekts Vielfalt? Ja, bitte! vom Gleichstellungsbüro ein umfangreiches Bildkonzept erarbeitet, „das die Heterogenität der Studierenden und aller Angehörigen der Universität widerspiegelt und stereotype Darstellungen und Diskriminierungen vermeidet. Die Broschüre gibt Anwender*innen, die an der Gestaltung von Websites, Flyern, Broschüren etc. an der Universität mitwirken, vielfältige praxisnahe und diversitätssensible Hinweise und Ideen.“ Die Stadt Frankfurt nutzt Sternchen seit Ende 2020. |
| Mecklenburg-Vorpommern (2009: erste Regelungen zur geschlechtergerechten Amtssprache)  |   |   |   | |
| 2020-08                                                                                |   | : |   | Rostock, Universität: „Das Vielfaltsmanagement empfiehlt aktuell die Schreibweise mit Doppelpunkt, da diese barrierefreier ist, als die Schreibweisen mit Unterstrich oder Sternchen.“ |
| 2019-04                                                                                | * |   |   | Greifswald, Universität: „Der Senat der Universität Greifswald hat in seiner Sitzung vom 17. April 2019 die Umsetzung der geschlechtergerechten Sprache beschlossen. […] ‚Dabei sind bevorzugt geschlechtsneutrale Formulierungen zu verwenden. Sofern das nicht möglich ist, soll der Genderstern* gegenderte und ungegenderte Personenbezeichnungen ersetzen.‘“ |
| Niedersachsen (1989: erste Regelungen zur geschlechtergerechten Amtssprache)           |   |   |   | |
| 2021-05                                                                                | * |   |   | Hildesheim/Holzminden/Göttingen, Hochschule (HAWK): „Die Anerkennung geschlechtlicher Vielfalt wird nun auch in der Sprache der HAWK abgebildet werden. […] Es wird empfohlen, statt des bisher in Fließtexten verwendeten Schrägstrichs (Mitarbeiter/inn/en), geschlechtsneutrale Sprachformen (Mitarbeitende) oder den Genderstern (Mitarbeiter*innen) zu verwenden.“ |
| 2021-01                                                                                | * |   | _ | Osnabrück, Universität: Die Verwaltung führte das Sternchen ein, zusätzlich zu den seit 2013 genutzten Mitteln Unterstrich, Binnen-I und Beidnennung. Auf einer Webseite des Gleichstellungsbüros werden die Hintergründe ausführlich dargestellt; zusätzlich entwickelte das Sprachenzentrum der Universität einen Leitfaden zu gender-inclusive language im Englischen. Die Hochschule Osnabrück nutzt das Sternchen seit Mai 2019. |
| 2020-07                                                                                | * |   |   | Hannover, Universität: „Die aktuelle Herausforderung besteht darin, in der Sprache einen respektvollen Umgang mit der Geschlechtervielfalt zu entwickeln und zu erlernen. Vor diesem Hintergrund ist die Möglichkeit gegeben, bei der Formulierung von Texten den Genderstern zu verwenden. Diese Schreibweise, die sich auch für Kurzformen eignet, hat zum Ziel, keine festen Gruppen zu benennen, sondern beabsichtigt eine bewusste Irritation des normalen Schriftbildes. Es ist dabei intendiert, weitere Geschlechteridentitäten, wie Transsexuelle, Transgender und intersexuelle Personen in die Sprache einzubeziehen, ihnen einen Platz zu geben.“ Die Hannoveraner Sprachwissenschaftlerin Gabriele Diewald merkt dazu an: „Das liegt zwar jenseits der offiziellen Rechtschreibregeln, spricht aber vielleicht gerade deshalb bisher nicht berücksichtigte Personen an“. Die Hochschule Hannover nutzt Sternchen und Unterstrich seit 2016, die MHH Hannover den Unterstrich seit Anfang 2019, die Stadt Hannover das Sternchen seit Anfang 2019. |
| 2020-04                                                                                | * |   |   | Lüneburg, Universität (Leuphana): Neben neutralen Formulierungen wird das Sternchen genutzt, „um alle Geschlechter miteinzubeziehen und geschlechtliche Kategorisierungszwänge zu vermeiden.“ |
| 2020-02                                                                                | * |   |   | Göttingen, Universität (Georgia Augusta): Das Präsidium beschloss im Februar 2020, „zukünftig der Gleichbehandlung aller Geschlechter Rechnung zu tragen durch die Verwendung einer inklusiven Schreibweise durch entweder geschlechterneutrale Bezeichnungen (z. B. Studierende, Lehrende) oder, wo nicht anders möglich, eines Asterisks (*) zwischen maskuliner Form und femininer Endung bzw. Wortstamm und movierter Endung (z. B. Professor*in, Kolleg*innen) […] Eine Prüfung aller wichtigen IT-Systeme der Universität ist abgeschlossen und hat ergeben, dass einer Nutzung des Asterisks aus IT-Sicht aktuell nichts entgegensteht. In Dateinamen und URLs wird statt des ‚*‘ ein ‚_‘ verwendet.“ |
| 2020-01                                                                                |   |   | _ | Wilhelmshaven/Oldenburg/Elsfleth, Hochschule (Jade): „Sprechen Sie alle Geschlechter gleichermaßen an! Der Gender_Gap ermöglicht es, alle Geschlechter gleichberechtig[t] zu benennen sowie direkt anzusprechen. Darüber hinaus übt der Gender_Gap Kritik an binären geschlechtlichen Strukturen. So bietet er Raum für die Repräsentation unterschiedlicher geschlechtlicher Identitäten wie Queer, Inter oder Trans. Folglich trägt der Gender_Gap zu einer gleichberechtigten Sprache bei, in der sich alle Personen mit ihren individuellen Identitäten wiederfinden können.“ |
| 2019-11                                                                                | * |   |   | Braunschweig, TU: Das Präsidium beschloss im November 2019 den mit der Rechtsabteilung ausgearbeiteten Vorschlag Empfehlung zur Verwendung des GenderStar. Die Leiterin der Senatskommission zur Erstellung einer Leitlinie Sprache und Diversität, erklärt, „dass das Präsidium daraufhin die Verwendung des Gendersterns für Ordnungen und vergleichbare Dokumente an der TU Braunschweig empfohlen hat, da es sich hierbei um eine gendersensible Schreibweise handelt, die auch Personen inkludiert, die sich in einem zweigeschlechtlichen Kategoriensystem nicht wiederfinden.“ |
| 2019-05                                                                                | * |   |   | Osnabrück, Hochschule: Das Gleichstellungsbüro erklärt: „Die Gleichberechtigung der Geschlechter zu verwirklichen beinhaltet auch, alle Geschlechter explizit anzusprechen und nicht nur ‚mitzudenken‘. In der gendersensiblen Sprache wird daher nicht mehr das ‚generische Maskulinum‘ verwendet, sondern es wird überlegt, an welchen Stellen nur ein spezifisches Geschlecht gemeint ist (z. B. die Gruppe der weiblichen Studierenden bei Studienergebnissen) und an welchen Stellen alle Geschlechter gemeint sind. So wird beispielsweise nicht mehr nur von den ‚Studenten‘ gesprochen, bei denen z. B. die Studentinnen ‚mitgedacht‘ werden, sondern von ‚Studierenden‘ oder von ‚Student*innen‘.“ Die Uni Osnabrück nutzt Sternchen und Unterstrich seit Anfang 2021. |
| 2019-01                                                                                |   |   | _ | Hannover, Medizinische Hochschule (MHH): „Die mit gender gap bzw. glottal stop gebildeten (pluralischen) Wortformen sind im echten Sinne geschlechtergerecht, d. h. sie inkludieren alle Geschlechter, nicht nur zwei.“ Die Hochschule Hannover nutzt Sternchen und Unterstrich seit 2016, die Uni Hannover Sternchen seit Mitte 2020, die Stadt Hannover seit Anfang 2019. |
| 2018-03                                                                                | * |   |   | Vechta, Universität: Die Stabsstelle für Gleichstellung und Vielfalt erklärt: „Das sogenannte ‚Sternchen‘ oder auch ‚Gender-Star‘ steht als Platzhalter für alle möglichen sexuellen Identitäten. Alternativ gibt es die Möglichkeit, den ‚Unterstrich‘ oder ‚Gender Gap‘ zu verwenden. Zur Verwendung einer einheitlichen Schreibweise bitten wir für offizielle Dokumente der Universität Vechta aber um die Verwendung des ‚Sternchens‘.“ |
| 2016-11                                                                                | * |   | _ | Hannover, Hochschule (HsH): „Am 29.11.2016 hat der Senat der Hochschule Hannover den folgenden Beschlussvorschlag einstimmig angenommen. Es wird empfohlen, dass - die ausschließliche Nennung der männlichen Form in der Ansprache von gemischten Gruppen nicht mehr verwendet wird. - in Fließtexten geschlechtsneutrale Sprachformen (z. B. Studierende, Ansprechperson) verwendet werden ODER Doppelnennungen (Professorinnen und Professoren) genutzt werden. - Doppelnennungen aber auch durch einen Unterstrich (Student_innen) oder ein Sternchen (Mitarbeiter*innen) vermieden werden können. - bei Abbildungen auf stereotype oder klischeehafte Darstellungen verzichtet wird und eine Repräsentation von Vielfalt angestrebt wird.“ Der Präsident erklärte im Mai 2018 zur Annahme des ausgearbeiteten Leitfadens im Hochschulsenat: „Mit diesem Leitfaden sollen alle Angehörigen der Hochschule Tipps und Hinweise bekommen, wie sie Texte umformulieren und Bilder so auswählen können, dass die Sichtbarkeit verschiedener Geschlechter sichergestellt wird und Sprache und Bilder diese Vielfalt an der HsH ausdrücken.“ Die Uni Hannover nutzt Sternchen seit Mitte 2020, die Stadt Hannover seit Anfang 2019; die MHH Hannover nutzt seit Anfang 2019 den Unterstrich. |
| Nordrhein-Westfalen (1993: erste Regelungen zur geschlechtergerechten Amtssprache)     |   |   |   | |
| 2021-06                                                                                | * |   |   | Dortmund, TU: „Das Gleichstellungsbüro der TU Dortmund empfiehlt die Nutzung des Gendersternchens als inklusivste Form des Genderns. Das Sternchen fällt auf, soll bewusst zum Stolpern anregen und somit auf marginalisierte Geschlechter aufmerksam machen. Seine Herkunft hat das Sternchen in der Informatik und ist dort Platzhalter für beliebig viele andere Zeichen; eine angemessene Metapher um Diversität zu unterstreichen. Alle hier besprochenen Formen werden durch eine kurze Pause im Wort an Stelle des Sonderzeichens gesprochen (Glottisverschlusslaut).“ Die Stadt Dortmund nutzt Sternchen seit Mitte 2020. |
| 2021-05                                                                                |   | : |   | Krefeld/Mönchengladbach, Hochschule (Niederrhein): Das Präsidium sieht in einer Handreichung vor, der Doppelpunkt sei zu nutzen, „wenn eine geschlechtsneutrale Darstellung nicht möglich scheint […] Sprachprogramme, die Geschriebenes hörbar machen, erkennen den Gender-Doppelpunkt als kleine Pause, während das Gender-* als Sternchen vorgelesen wird. […] Die Verwendung des Gender-Doppelpunkts (Mitarbeiter:in oder Student:in) sollte nur bei Platzknappheit verwendet werden, zum Beispiel in Formularen“. |
| 2021-03                                                                                | * | : | _ | Hagen, FernUniversität: Das Rektorat „empfiehlt folgenden Umgang in der internen und externen dienstlichen Kommunikation: Um die Ansprache von Studierenden, Mitarbeitenden und Gästen in der internen und externen dienstlichen Kommunikation möglichst geschlechtergerecht, inklusiv und diskriminierungsfrei zu gestalten sowie geschlechtlicher Vielfalt Rechnung zu tragen, empfiehlt das Rektorat in seinem Beschluss vom 08. Dezember 2020 in der internen und externen dienstlichen Kommunikation die Verwendung möglichst geschlechtsneutraler oder geschlechterinklusiver Sprache.“ Letztere umfasst Sternchen, Doppelpunkt und Unterstrich, daneben „gibt es natürlich auch weiterhin die Möglichkeit lediglich Männer und Frauen zu adressieren.“ |
| 2021-03                                                                                |   | : |   | Aachen, FH: „Durch den Gender-Doppelpunkt können alle Geschlechtsidentitäten und Geschlechter einbezogen werden. Zudem ist dieser aktuell […] die beste Variante hinsichtlich der Barrierefreiheit von Texten.“ Die RWTH Aachen nutzt seit 2017 das Sternchen. |
| 2021-02                                                                                | * | : |   | Bochum, Universität (RUB): „Um die Geschlechterdiversität in Formulierungen zum Ausdruck zu bringen und alle Geschlechter einzubeziehen, wird zum einen der Genderstern* genutzt. […] Alternativ wird neuerdings auch der Gender-Doppelpunkt genutzt, der genau wie der Genderstern* angewandt wird, allerdings laut Expert*innen den Vorteil einer besseren Lesbarkeit mit sich bringen soll. Klammern, ein Schrägstrich oder das Binnen-I gelten inzwischen als veraltet.“ |
| 2019-10                                                                                | * |   |   | Wuppertal, Universität: „Die Bergische Uni lebt von ihrer Vielfalt an Fächern und Menschen. Damit sich diese Vielfalt auch in der Sprache zeigt, hat das Rektorat im Oktober 2019 die Einführung des Gendersterns* beschlossen.“ |
| 2019-07                                                                                |   |   | _ | Duisburg/Essen, Universität: Neben Beidnennung, Binnen-I, einfachem Schrägstrich und geschlechtsneutralen Bezeichnungen wird der Unterstrich empfohlen (Lehrer_in): „Diese Schreibweise stammt aus der Queer Theory und soll auf die Vielfalt von Identitäten jenseits der Zweiteilung Frau/Mann verweisen. Mit der Leerstelle gilt es Raum für Menschen zu schaffen, die sich in Bezug auf ihr Geschlecht nicht festlegen wollen oder können.“ Die Stadt Duisburg nutzt seit Ende 2020 Unterstrich und Sternchen, die Stadt Essen das Sternchen. |
| 2019-07                                                                                | * |   |   | Bielefeld, Universität: Das Sternchen wird „anlässlich der Änderung im Personenstandsgesetz von 2018 durch das Hinzufügen der Geschlechtsbezeichnung ‚divers‘ im Sommer 2019 von Universitätsentwicklungskommission und Senat ausdrücklich empfohlen“. |
| 2019-05                                                                                | * |   | _ | Siegen, Universität: „Um inter-sexuelle und transidente Geschlechter mit einzuschließen, kann sprachlich der Gender-Gap oder das Gender-Sternchen/-Asterisk eingesetzt werden.“ |
| 2019-05                                                                                | * |   | _ | Mülheim an der Ruhr/Bottrop, Hochschule (Ruhr West, HRW): Die Verwaltung empfiehlt entweder „das Geschlecht sichtbar zu machen“ durch Sternchen, Gender-Gap, Schrägstrich, Binnen-I und Paarform, oder geschlechtsneutrale Formulierungen zu verwenden. Die Stadt Mülheim nutzt das Sternchen seit Anfang 2021. |
| 2019-02                                                                                | * |   |   | Bonn, Universität: „Wenn eine neutrale Formulierung nicht möglich ist, gilt es den Gender-Star zu nutzen […] Der Gender-Star dient der sprachlichen Abbildung aller Geschlechtsidentitäten.“ Die Stadt Bonn nutzt Sternchen seit Mitte 2021. |
| 2018-03                                                                                | * |   |   | Köln, TH: „Wir fassen daher den Begriff der Geschlechtersensibilität bewusst weit und erkennen an, dass es neben der eindeutigen auch eine genderqueere Geschlechtsidentität geben kann. Kontext-abhängig kann es sinnvoll und angemessen sein, diesem weiten Geschlechterbegriff Raum zu geben. […] Zur Darstellung von Diversität wird an der TH Köln der Einsatz des Gender-Sternchens (Asterisk) * empfohlen, das die Vielfältigkeit von Geschlechtern (soziale sowie biologische Geschlechter) darstellen soll.“ Die Uni Köln nutzt Sternchen seit 2014, die Stadt Köln seit März 2021. |
| 2017-10                                                                                | * |   |   | Düsseldorf, Hochschule (HSD): „Das Präsidium hat in seiner 274. Sitzung am 22. Juli 2020 beschlossen, in offiziellen internen und externen Dokumenten der Hochschule die Geschlechterneutralität durch die Nutzung des ‚Gender-Stars‘ * sprachlich verbindlich festzulegen. Dies gilt vorbehaltlich der Vorschriften und Regelungen höhergeordneter Behörden (zum Beispiel Gesetzestexte des Ministeriums für Kultur und Wissenschaft) sowie der generell und zu präferierenden Nutzung geschlechtsneutraler Begriffe (wie zum Beispiel ‚Studierende‘ statt ‚Studentinnen und Studenten‘).“ Bereits im Oktober 2017 hatte ein Leitfaden des Gender Diversity Action Teams einen dahingehenden Leitfaden veröffentlicht. Die Uni Düsseldorf nutzt Sternchen und Unterstrich seit März 2017. |
| 2017-09                                                                                | * |   |   | Aachen, RWTH: Die Verwaltung aktualisierte im Januar 2021 ihren Sprachleitfaden: „Zur Adressierung aller Geschlechter soll einheitlich das Gendersternchen genutzt werden (statt Gender Gap oder Doppelpunkt)“; für Webseiten wird aus Gründen der Barrierefreiheit die Verwendung von neutralen Formulierungen und Paarformen empfohlen. Die FH Aachen nutzt seit März 2021 den Doppelpunkt. |
| 2017-03                                                                                | * |   | _ | Düsseldorf, Universität: Der Leitfaden erklärt zur Nutzung von Unterstrich und Sternchen: „Da es aber eine Vielzahl von Geschlechtern, Geschlechtsidentitäten und -konstruktionen gibt, verfolgen die erstmals […] vorgestellten Sprachformen den Zweck, althergebrachte sprachliche Grenzen von Geschlecht zu überschreiten. Sie können zur Betonung und Sichtbarmachung einer Vielfalt der Geschlechter genutzt werden, damit Zweigeschlechtlichkeit – als starres Konzept mit gesellschaftlichen Rollenerwartungen – nicht als Norm gesetzt wird.“ Die Hochschule Düsseldorf nutzt Sternchen seit Oktober 2017. |
| 2014-06                                                                                | * | : | _ | Köln, Universität: Im Juli 2021 erschien die 7. Auflage des Sprachleitfadens ÜberzeuGENDERe Sprache: „Der Doppelpunkt ist eine weitere Möglichkeit alle Geschlechter anzusprechen und setzt sich zurzeit insbesondere im Internet und in Medien durch.“ Bereits 2014 wurde das Sternchen eingeführt, und es wird weiterhin bevorzugt; verwiesen wird auf die Empfehlung des Deutschen Blinden- und Sehbehindertenverbands (Details). Die TH Köln nutzt Sternchen seit 2018, die Stadt Köln seit März 2021. |
| Rheinland-Pfalz (1995: erste Regelungen zur geschlechtergerechten Amtssprache)         |   |   |   | |
| 2021-12                                                                                | * | : |   | Kaiserslautern, TU (TUK): „Das Gendersternchen verdeutlicht durch die Strahlen des Sternchens bildlich die Diversität der Geschlechter. In Druckvorlagen hat das Sternchen allerdings den Nachteil, dass es ein Sonderzeichen ist und ggf. Probleme beim Setzen von Texten verursacht. Der Doppelpunkt wird eingesetzt, um beim Vorlesen des Textes eine Gender-Pause (Glottisschlag, Knacklaut) zu erzeugen. Er gilt damit als inklusive Form des Genderns, hat jedoch den Nachteil, dass sehbeeinträchtigte Personen ihn schwer erkennen können und die Vielfalt, die mit dem Gendersternchen zum Ausdruck gebracht wird, nicht mehr sichtbar ist.“ |
| 2021-05                                                                                | * |   |   | Trier, Hochschule: „Insbesondere der Gender-Stern (wird als Pause gesprochen) verdeutlicht die Vielfalt der Geschlechter und Geschlechtsidentitäten und ist der expliziten Nennung von nur zwei Geschlechtern (z. B. Kolleginnen und Kollegen) vorzuziehen“. |
| Sachsen (2020: erste Regelungen zur geschlechtergerechten Amtssprache)                 |   |   |   | |
| 2021-04                                                                                |   | : |   | Freiberg, TU (Bergakademie): Die Universitätskommunikation empfiehlt geschlechtsneutrale Begriffe zu verwenden; ist dies nicht umsetzbar, soll der Gender-Doppelpunkt gebraucht werden, „der einen symbolischen Raum für Vielfalt ermöglicht“ (Doktorand:innen), oder „die Nennung mehrerer Bezeichnungen (z. B. Betriebsärztinnen oder Betriebsärzte)“. |
| 2021-03                                                                                |   | : |   | Leipzig, Universität: Ein Senatsbeschluss hält fest: „Die Universität Leipzig strebt die konsequente sprachliche Gleichbehandlung als selbstverständliche Basis gelingender Gleichstellung aller Menschen an. Daher wird die Verwendung des Gender-Doppelpunktes für die Benennung aller Geschlechter und alternativ geschlechtsneutrale Sprache empfohlen.“ Seit 2013 stehen in der „Grundordnung“ der Universität alle offiziellen Funktions- und Berufsbezeichnungen im generischen Femininum (alle Professorinnen). |
| 2020-01                                                                                |   | : |   | Dresden, TU (TUD): Die AG Sprache erarbeitete eine Liste von Empfehlungen, darunter: „Anpassungen der Schreibweise bei Personenbezeichnungen – nach Möglichkeit neutrale Begriffe, optional Verwendung des Doppelpunkts: Mitarbeiter:innen“. Der Sprachwissenschaftler Alexander Lasch war maßgeblich beteiligt an der Entwicklung des Leitfadens für gendersensible Sprache: „In der Stabsstelle Diversity wurden unter Einbindung aller Statusgruppen Empfehlungen für geschlechtergerechte Sprache erarbeitet und ans Rektorat gegeben.“ Die Stadt Dresden nutzt seit Mitte 2020 das Gendersternchen. |
| Schleswig-Holstein (1990: erste Regelungen zur geschlechtergerechten Amtssprache)      |   |   |   | |
| 2021-06                                                                                | * | : | _ | Flensburg, Europa-Universität: Mit dem „Gender-Stern [ * ], dem Gender-Unterstrich [ _ ] oder dem Gender-Doppelpunkt [ : ] werden alle Geschlechter und Geschlechtsidentitäten mit einbezogen.“ |
| 2019-09                                                                                | * |   |   | Kiel, FH: „Verwenden Sie geschlechtergerechte Sprache, nutzen Sie dafür bevorzugt den Gender-Stern“. Die Uni Kiel nutzt Sternchen und Unterstrich seit 2017, die Stadt Kiel Sternchen seit Mitte 2020. |
| 2019-08                                                                                | * |   |   | Lübeck, Universität: „Sprache ist per se vielfältig, kreativ, differenzierend und wandelbar. Diese Eigenschaften können wir nutzen, um die Vielfalt von Geschlecht sichtbar zu machen und zur Gleichberechtigung aller Menschen beizutragen. Wenn wir uns geschlechtersensibel ausdrücken, dann werden unsere Aussagen differenzierter und präziser. Sprache hat auch Traditionen und grammatikalische Strukturen, die nicht immer mit geschlechtersensiblem Sprechen und Schreiben zu vereinbaren sind. Deswegen gibt es kein Patentrezept. Entscheiden Sie sich bewusst und anlassbezogen für die jeweils beste sprachliche Form.“ Die Stadt Lübeck nutzt seit Anfang 2020 den Doppelpunkt. |
| 2017-01                                                                                | * |   | _ | Kiel, Universität (CAU): Die Gleichstellungsbeauftragte empfiehlt den Leitfaden der Philosophischen Fakultät von 2017, der neben Neutralisierung und Beidnennung auch Sternchen und Unterstrich ermöglicht. Aufgefordert wird „zu einem selbstbewussten und kreativen Einsatz der genannten Strategien“. Bereits 2011 hatte Friederike Braun in einer Studie Texte der Hochschulverwaltung analysiert und dabei nur 38 % gefunden, die geschlechtergerecht formuliert waren (Beidnennung und Neutralformen); 22 % der Texte verwendeten ausschließlich generische Maskulinformen: „Die Analyse der ausgewählten Texte hat ergeben, dass geschlechtergerechte Formulierung an der CAU zum einen viel konsequenter und zum anderen sprachlich geschickter umgesetzt werden sollte. […] Wie schon die erfolgreiche Etablierung der Bezeichnung Studierende zeigt, führt der wiederholte Gebrauch neuer Formen (auch ohne explizite Überzeugungsarbeit) zur Veränderung von Formulierungsgewohnheiten.“ Die FH Kiel nutzt das Sternchen seit Mai 2019, die Stadt Kiel seit Mitte 2020. |
| Thüringen (2013: erste Regelungen zur geschlechtergerechten Amtssprache)               |   |   |   | |
| 2021-08                                                                                |   | : |   | Erfurt, Internationale Hochschule (IU): Das Gleichstellungsbüro empfiehlt im Falle des „Gendern-Müssens“ den Doppelpunkt, aus zwei Gründen: Erstens hätten die von Sehbehinderten eingesetzten Screenreader „zumeist die Schwäche, dass sie Sonderzeichen mitlesen. Aus ‚Professor*innen‘ wird dann zum Beispiel ‚Professor-Sternchen-Innen‘, eine wirklich störende und irritierende Folge. Beim Gender-Doppelpunkt hingegen wird eine kurze Sprechpause eingelegt.“ Zweitens setze sich der Doppelpunkt „immer mehr durch (erste Vorstöße und Trends waren im Journalismus zu erkennen)“. Er ermögliche, nicht-binär zu schreiben und Lehrinhalte, Texte, Workbooks und Kommunikation den Personen mit Sehbehinderungen zugänglicher zu machen. |
| 2020-07                                                                                | * |   |   | Erfurt, Universität: „[Es] soll an der Universität Erfurt künftig eine geschlechtergerechte Sprache verwendet [werden], die sowohl in der Ansprache von Personengruppen als auch in der persönlichen Anrede, etwa bei automatisierten Schreiben alle Geschlechter gleichermaßen berücksichtigt. Bei der Ansprache von Personengruppen: durch geschlechtsumfassende Formulierung, etwa Partizipialformen, Funktionsbezeichnungen, neutrale Endungen und neutrale Pronomina (z. B. Beispiel Studierende, Mitarbeitende, Teilnehmende, Lehrkräfte, alle – statt jeder usw.); durch die Verwendung des Gendersterns […] Dadurch werden in aller Kürze auch jene Menschen angesprochen, die durch die männliche und weibliche Form nicht angesprochen werden, ohne den Lesefluss zu stören (z. B. Geschäftsführer*in, Dozent*in usw.)“. |
| 2020-04                                                                                | * | : | _ | Weimar, Universität: Abgelehnt werden zweigeschlechtliche Formulierungen: „Varianten wie die Doppelnennung, das Binnen-I oder der Schrägstrich basieren auf der Vorstellung binärer Geschlechterkategorien und schließen somit nicht-binäre Menschen aus.“ |
| Österreich (1990, Bundesebene: erste Regelungen zur geschlechtergerechten Amtssprache) |   |   |   | |
| 2021-09                                                                                |   | : |   | Graz/Kapfenberg/Bad Gleichenberg, Fachhochschule (Joanneum): „Für Texte im Web empfehlen wir, entweder eine geschlechtsneutrale Schreibweise oder beide Geschlechter zu benennen und voll auszuschreiben. Damit ist die Barrierefreiheit gewährleistet. Als Alternative kann auch die genderinklusive Schreibweise mit Doppelpunkt verwendet werden. Die Verwendung von Gender-Sternchen oder Gender-Gap sind bei Texten für die FH Joanneum-Website zu vermeiden, da es dadurch zu Formatierungsproblemen kommt.“ Die Stadt Graz nutzt den Doppelpunkt seit Ende 2021. |
| 2021-06                                                                                | * | : | _ | Dornbirn, Fachhochschule (FH Vorarlberg): „Um die sprachliche Binarität hinsichtlich der Geschlechter aufzubrechen und deren Vielfalt einen Raum zu geben, können unterschiedliche ‚Platzhalter‘ verwendet werden: Die Besucher*innen […] Bewerber:innen […] Influencer_innen […] Die Platzhalter haben unterschiedliche Vor- und Nachteile. […] Die Wahl des verwendeten Platzhalters kann daher unter individuellen Gesichtspunkten und je nach Textart frei getroffen werden, wobei jedoch eine einheitliche Umsetzung für den gesamten Text vorzusehen ist.“ |
| 2020-11                                                                                | * |   | _ | Klagenfurt, Universität (AAU): Das Zentrum für Frauen- & Geschlechterstudien erklärt in der Handreichung für einen geschlechterinklusiven Sprachgebrauch: „Für den Schriftverkehr an der Universität Klagenfurt (Briefe, E-Mails, Aussendungen, Informationsfolder, Poster, sonstige Publikationen, etc.) empfehlen wir die Verwendung des Asterisks (des Gendersterns*). Damit soll auf die Vielfalt bestehender Geschlechterkonstruktionen verwiesen und auf den heteronormativen Blick auf die Geschlechterrollen verzichtet werden. […] Alternativ zum Genderstern kann auch der Gender-Gap (Unterstrich ‚_‘) verwendet werden.“ Eine Fachgruppe hat dazu die umfangreiche Broschüre Geschlechter- und diversitätssensibles Sprachhandeln erstellt. Seit dem Jahr 2000 wurden neutrale und zweigeschlechtliche Schreibweisen empfohlen, auch mit Binnen-I. |
| 2020-11                                                                                |   | : |   | Innsbruck, Pädagogische Hochschule (PH Tirol): Vom Rektorat wurde entschieden, in der Kommunikation „vorzugsweise nicht-binäre, geschlechterneutrale Formulierungen zu verwenden bzw. in Kurzformen den Gender-Doppelpunkt zu verwenden“; er sei die „derzeit einzige Möglichkeit, geschlechtergerechte Sprache auch barrierefrei zu gestalten für Personen, die auf die Verwendung von Screenreadern angewiesen sind.“ Das Land Tirol nutzt seit Mai 2021 Sternchen und Unterstrich. |
| 2020-11                                                                                | * |   |   | Graz, Medizinische Universität: Empfohlen wird das Sternchen: „Diese Schreibweise hat sich zunehmend durchgesetzt um die Vielfalt der Geschlechter abzubilden. Die anderen angeführten Schreib- und Sprechweisen sind ebenfalls weiterhin zulässig, achten Sie aber darauf in einem Schriftstück nach Möglichkeit nicht mehrere unterschiedliche Schreibweisen zu verwenden.“ Die Stadt Graz nutzt seit Ende 2021 den Doppelpunkt. |
| 2019-12                                                                                | * |   |   | Wien, Universität (Rudolphina): „Um die Realität geschlechtlicher Vielfalt sprachlich sichtbar zu machen, sollte mit Sternchen * gegendert werden.“ Hingewiesen wird dabei aber auf die Probleme mit Vorleseprogrammen und ein Hinweistext vorgeschlagen: „Die folgenden Texte verwenden den Genderstern, um intergeschlechtliche, transgeschlechtliche und nichtbinäre Menschen zu inkludieren. Der Genderstern wird vom Screenreader unter Umständen als ‚Pause‘, ‚Stern‘, ‚Sternchen‘ oder ‚Asterisk‘ vorgelesen, manchmal auch gar nicht, was den Effekt erzeugt, dass nur die weibliche Form ausgesprochen wird.“ |
| 2015-10                                                                                | * |   | _ | Krems, Donau-Universität (Weiterbildung): Im November 2020 erneuerte die 4. Auflage des Leitfadens für geschlechtergerechtes Formulieren die Gültigkeit der im Oktober 2015 eingeführten Genderzeichen: „Der Unterstrich (_) oder der Gender-Stern (*) stehen für die Vielfalt der Geschlechter und laden ein, über die binäre Geschlechterzuschreibung nach- und darüber hinaus zu denken.“ Neben neutralen Formulierungen werden auch weiterhin zweigeschlechtliche Formen und Binnen-I empfohlen. |
| Schweiz (1993, Bundesebene: erste Regelungen zur geschlechtergerechten Amtssprache)    |   |   |   | |
| 2021-07                                                                                | * |   |   | Basel, Universität: „Schreibweisen mit dem Gender*stern, Gender:doppelpunkt oder Gender_Gap sind geschlechterinklusiv und sprechen das gesamte Spektrum der Geschlechteridentitäten an […] Die Fachstelle Diversity empfiehlt für die geschlechterumfassende Benennung generell die Verwendung des Gendersterns.“ Der Kanton Basel-Stadt erlaubt seit April 2021 alle drei Genderzeichen. |
| 2021-03                                                                                | * | : | _ | St. Gallen, Universität (HSG): „Binnen-I und Schrägstrich werden derzeit mehr und mehr von Gender Gap, Gender-Sternchen und Doppelpunkt abgelöst, da sich die Forderung der Akzeptanz von Geschlechtervielfalt und weiteren Diversitäts-Kategorien mehr Gehör verschafft.“ Der Rektor Bernhard Ehrenzeller erklärt im Geleitwort des Leitfadens: „Wir ermutigen alle Angehörigen unserer Universität, sprachliche Möglichkeiten der Inklusion anzuwenden und so zu einem verantwortungsvollen und werteorientierten sprachlichen Handeln beizutragen.“ |
| 2020-12                                                                                |   | : |   | Zürich, Pädagogische Hochschule (PHZH): „Neben Umformulierungen und genderneutralen Personenbezeichnungen verwendet die PH Zürich den Gender-Doppelpunkt, um gendergerecht zu schreiben und die Vielfalt der Geschlechter und Geschlechtsidentitäten auszudrücken. […] Der Gender-Doppelpunkt wird nur im Plural angewandt, Singularformen mit bestimmten Artikeln lassen sich nicht non-binär ausdrücken; nicht: der/die Student:in. Im Unterschied zum Genderstern und Gendergap sowie zu anderen Zeichen ist der Doppelpunkt weitgehend barrierefrei. Für Menschen mit einer Sehbehinderung sind Texte, in denen Gender-Doppelpunkte vorkommen, gut verständlich.“ Die Stadt Zürich nutzt seit Juni 2022 Sternchen, die Uni Zürich Sternchen und Unterstrich seit 2018, die ZHAW seit 2015 den Unterstrich. |
| 2018-05                                                                                | * |   | _ | Zürich, Universität (UZH): „Gender_Gap und Gender-Sternchen können Paarformen ersetzen.“ Die Stadt Zürich nutzt seit Juni 2022 Sternchen, die PHZH seit Ende 2020 den Doppelpunkt, die ZHAW seit 2015 den Unterstrich. |
| 2017-03                                                                                | * |   | _ | Bern, Universität (ub): Die Verwaltung empfiehlt als zusätzliche Möglichkeiten: „Verwenden Sie in Kontexten, in denen Sie die Geschlechtervielfalt sichtbar machen wollen, die Kurzformen: Gender_Gap (Forscher_innen), Gender-Sternchen (Student*innen)“. Die Stadt Bern nutzt Sternchen seit Anfang 2022. |
| 2015-01                                                                                |   |   | _ | Zürich, Hochschule (ZHAW): „Wir empfehlen die Verwendung zweier Kurzformen. Die des statischen Unterstrichs bzw. Gender-Gaps und die des Querstrichs. Diese sollten vorwiegend in Formularen, Kurzmitteilungen, Stelleninseraten, Protokollen usw., nicht aber in längeren Arbeiten, Artikeln und Referaten verwendet werden. Sie finden zunehmend Akzeptanz in verschiedenen Textsorten: Student_in oder Student/-in […] Als weiterentwickelte Form des Binnen-I oder des Querstrichs soll die durch den Unterstrich geschaffene Lücke vielfältigere Möglichkeiten und Gestaltungsspielräume symbolisieren.“ Die Stadt Zürich nutzt seit Juni 2022 Sternchen, die PHZH seit Ende 2020 den Doppelpunkt, die Uni Zürich seit 2018 Sternchen und Unterstrich. |
| Datum                                                                                  | * | : | _ | Ort, Hochschule |

- Baden-Württemberg
- Bayern
- Berlin
- Brandenburg
- Bremen
- Hamburg
- Hessen
- Mecklenburg-Vorpommern
- Niedersachsen
- Nordrhein-Westfalen
- Rheinland-Pfalz
- Sachsen
- Schleswig-Holstein
- Thüringen
- Österreich
- Schweiz

### Medien
Als erstes Medium, das Genderzeichen verwendet, gilt Die Tageszeitung aus Berlin (taz, gegründet 1978): Nachdem sie ab dem Jahr 1986 zweigeschlechtliche Kurzformen mit Binnen-I etablierte (Details), wurde ab 2003 der Vorschlag des Unterstrichs aufgegriffen. Mitte der 2010er-Jahre kam der Genderstern dazu und ab 2020 auch der Gender-Doppelpunkt; der Schreibgebrauch bleibt weiterhin den „Autor:innen“ überlassen. Anfang 2020 ermittelte das Medienunternehmen news aktuell in einer Online-Umfrage bei Pressestellen und PR-Agenturen: 14 % der 415 befragten deutschen Kommunikatoren nutzten Sternchen, und von den 92 schweizerischen Kommunikatoren nutzten es 14 %. Der Unterstrich wird nicht genutzt, der Doppelpunkt wurde nicht abgefragt (Details). Im November 2020 erklärte der Bundesverband der Kommunikatoren (BdKom), als „gendersensible Sprache“ Beidnennung, geschlechtsneutrale Bezeichnungen sowie den Genderstern zu nutzen. Im März 2021 berichtete das Portal Genderleicht.de (gefördert vom deutschen Familienministerium), dass beim Onlinedienst Instagram viele Redaktionen etablierter Medien mit Genderzeichen schreiben, um gezielt ein jüngeres Publikum anzusprechen (71 % aller Nutzenden sind unter 35 Jahre alt); hierbei würde der Doppelpunkt immer beliebter, auch verwendet im Kanal der ARD-Tagesschau. Ab April 2021 erklärten einige Nachrichtenagenturen, Medien-Redaktionen und öffentlich-rechtliche Sender, keine Genderzeichen zu verwenden (Details). Viele Redaktionen haben eine eigene Hausorthografie zur Rechtschreibung in ihren Produkten (siehe auch Gendern im Literaturbetrieb). Ende 2021 befragte die dju-Mitgliederzeitschrift journalist insgesamt 97 der größten deutschen Medien und erhielt 90 Antworten: 62 achteten auf „gendersensible Sprache“ (69 %) und 28 blieben beim generischen Maskulinum (31 %).
Die folgende Liste enthält eine Auswahl nennenswerter Massen-, Presse- und Onlinemedien, die für ihre interne und externe Kommunikation ausdrücklich auch Schreibweisen mit Genderzeichen erlauben oder bevorzugen (sortiert nach Monat der Einführung). Stand August 2022 werden hier 36 Medien gelistet: 13 nutzen Gendersternchen * (36 % Mitarbeiter*innen) und 24 den Gender-Doppelpunkt : (67 % Mitarbeiter:innen); niemand nutzt den Gender-Gap _.
| Datum   | * | : | _ | Medium |
| ------- | - | - | - | --- |
| 2022-08 |   | : |   | watson.de (gegr. 2018): Swen Thissen, Chefredakteur des deutschen Nachrichtenportals, schreibt: „Wir kennen die Argumente, die für oder gegen einen Doppelpunkt sprechen, ebenso gut wie die Vor- und Nachteile von einem Sternchen oder einem Unterstrich. Alle Varianten haben ein Für und ein Wider – wir haben uns für den Doppelpunkt entschieden. Gleichzeitig versuchen wir, so oft wie möglich genderneutrale Formulierungen zu nutzen, schreiben also lieber Studierende statt Student:innen. […] Diversität, Feminismus und Gleichberechtigung sind Kernthemen von watson. Wir machen News für junge Leute, unsere Kernzielgruppe ist zwischen 18 und 35 Jahren alt.“ |
| 2021-10 |   | : |   | Zeit Campus (gegr. 2006): Die Redaktion des zweimonatlichen Studentenmagazins aus dem Zeitverlag erklärt: „Der Doppelpunkt steht für geschlechtliche Vielfalt und bezieht nicht nur männliche und weibliche, sondern auch nichtbäre, diversgeschlechtliche Personen mit ein. Damit das mit dem Doppelpunkt aber nicht überhand nimmt, nutzen wir, wo möglich, neutrale Formen.“ Das Onlinemagazin ze.tt – seit Ende 2020 Teil von Zeit Online – nutzt den Doppelpunkt seit Herbst 2021 (nach 5 Jahren mit Sternchen), ebenso die Zeit-Stiftung. Die Wochenzeitung Die Zeit verwendet grundsätzlich keine Genderzeichen, versucht aber neben neutralen Formulierungen und Paarformen auch abwechselndes Gendern zu etablieren (Psychologen und Psychiaterinnen). |
| 2021-09 |   | : |   | WOZ – Die Wochenzeitung (gegr. 1981): Zum 40-jährigen Jubiläum der genossenschaftlich organisierten linken schweizerischen Zeitung schrieben die „Redaktor:innen“: „Der Doppelpunkt hat sich in letzter Zeit vermehrt durchgesetzt, weil er unter anderem als inklusiver gilt als etwa das Gendersternchen: Denn er werde von Screenreadern für sehbehinderte und blinde Menschen nicht ausgesprochen, sondern als kurze Pause vorgelesen. Die Frage, wie barrierefrei der Doppelpunkt für blinde und sehbehinderte Menschen wirklich ist, bleibt umstritten. Doch so wie Vorleseprogramme ständig verbessert werden, wird sich auch die Sprache weiter entwickeln.“ Ab 1983 verwendete die WOZ zur geschlechtergerechten Schreibung das Binnen-I (LeserInnen). |
| 2021-09 | * |   |   | Sonntagsblatt.de (gegr. 1945): Die Online-Redaktion der evangelischen Wochenzeitung für Bayern erklärte: „Das Gendersternchen sowie neutrale Formen vermeiden es, Geschlechterklischees weiter zu verfestigen und in unseren Köpfen zu erhalten. Sie mögen uns manchmal noch ungewohnt vorkommen, ja, vielleicht sogar einigen von uns wie Fremdkörper erscheinen. Doch erstens ist das eine Frage der Gewohnheit. […] Und zweitens kann eine kurze Störung des Leseflusses auch anregend sein, zum Nachdenken einladen.“ |
| 2021-07 |   | : |   | t3n (gegr. 2005): Das deutsche Magazin für digitale Wirtschaft erklärte seine „Offenheit gegenüber dem Gendern“ und nutzt neben neutralen Formulierungen „bei Bedarf dann den Doppelpunkt statt dem Sternchen“. Eine verpflichtende Regelung zur Verwendung von gegenderter Sprache werde es nicht geben. |
| 2021-07 |   | : |   | Futter (gegr. 2015): Das österreichische Magazin für 18- bis 24-Jährige wechselte zum Doppelpunkt, nachdem seit der Erstausgabe mit Unterstrich gegendert wurde – allerdings fälschlich abgelehnt als „überholt, weil damit vorwiegend auf die weibliche und männliche Form eines Wortes hingewiesen wird“ (vergleiche Begründung des Unterstrichs). Der Doppelpunkt hingegen gelte als „inklusiv“, weil Sprachausgabeprogramme ihn durch eine kurze Sprechpause wiedergeben. |
| 2021-07 |   | : |   | Annabelle (gegr. 1938): Die Redaktion der schweizerischen Frauenzeitschrift erklärt: «Nun gehen wir noch einen Schritt weiter, indem wir uns konsequent vom sogenannten generischen Maskulinum verabschieden und – wenn angebracht – neu den gendergerechten Doppelpunkt setzen, damit künftig auch jene Leser:innen angesprochen sind, die sich keinem binären Geschlecht zugehörig fühlen. […] In der aktuellen Ausgabe werdet ihr exakt 28 062 Wörter finden – 30 davon mit Doppelpunkt. Das sind 0.107 Prozent aller Wörter oder etwa jedes tausendste Wort. Inklusives Schreiben geht also ziemlich schmerzfrei.» Im Januar 2021 hatte die Zeitschrift eine Online-Umfrage bei 6 280 Deutschschweizer Frauen durchführen lassen zur Frage: «Wie wichtig ist Ihnen eine Sprache, die nicht nur die männliche Form verwendet, sondern geschlechterneutral ist?» 26 % der Befragten fanden das wichtig, 34 % nicht und 40 % waren neutral eingestellt (Details). |
| 2021-07 |   | : |   | Der Spiegel (gegr. 1947): Die Redaktion des deutschen Nachrichtenmagazins erklärte in eigener Sache: „Seit anderthalb Jahren hat der Spiegel eine Leitlinie zum Thema gendergerechte Sprache, die in unseren publizistischen Standards festgelegt ist. Darin heißt es: ‚Das generische Maskulinum soll nicht mehr Standard sein. Alle streben an, in ihren Texten beide Geschlechter abzubilden.‘ […] Nach ausführlicher Diskussion in der Redaktion legen wir nun konkret fest, wann Genderzeichen verwendet werden. Das Ziel ist eine Sprache, die mit der Zeit geht, die fair, lesbar und schön ist, ohne dogmatisch und moralisierend zu wirken. Genderzeichen sollen die Ausnahme bleiben, wir nutzen sie vor allem dort, wo wir mit jüngeren Leserinnen und Lesern in Kontakt sind, auf Instagram oder in unserer Start-Rubrik, zudem in sehr persönlichen Meinungsbeiträgen, bei externen Autorinnen und Autoren oder in Interviews, wenn die Befragten Wert darauf legen. Wenn Genderzeichen zum Einsatz kommen, dann soll dies in Form des Doppelpunkts geschehen. Er hat den Vorteil, dass er sich besser ins Schriftbild einfügt als das Binnen-I oder der Genderstern. Auf Genderzeichen verzichten wir grundsätzlich überall dort, wo der Spiegel als Institution der Absender ist: also in allen Meldungen, Analysen, Nachrichtengeschichten und Reportagen und im Leitartikel.“ Zum Weltfrauentag hatte die Redaktion eine Statistik zu allen ihren Artikeln des Jahres 2020 veröffentlicht: Männer wurden 107.000 Mal erwähnt (79 %), Frauen 28.000 Mal (21 % von 135.000). Für schweizerische Medien der Jahre 2015 bis 2020 ergibt eine Studie des Forschungszentrums Öffentlichkeit und Gesellschaft (fög) an der Universität Zürich einen Anteil von 77 % Artikel über Männer und 23 % über Frauen: „über alle Sprachregionen und Medientypen hinweg nahezu unverändert“. Mitte 2021 zeigte eine Analyse der Redaktion der drei Internetportale Web.de, GMX und 1&1, dass in eigenen Artikeln zu 71 % männliche Interviewpartner und Experten befragt wurden; ein „50-Prozent-Anteil weiblicher Stimmen“ werde angestrebt. |
| 2021-06 |   | : |   | Futurezone (gegr. 1999). Das österreichische IT-Nachrichtenportal erklärte: „Auch wir gendern […] Dass sich dabei viele am Doppelpunkt stören, weil es den Sprachfluss beeinträchtigt, ist verständlich, allerdings auch eine Gewöhnungssache.“ |
| 2021-06 |   | : |   | Hinz&Kunzt (gegr. 1993): Das deutsche Boulevardmedium entschied nach 12 Monaten mit Genderstern und einer publizierten Debatte mit Leserbeteiligung, nun aus Gründen der leichteren Lesbarkeit den Doppelpunkt zu nutzen. |
| 2021-05 |   | : |   | Brigitte.de, Gala.de und Eltern.de (alle Gruner + Jahr) verwenden an passenden Stellen zum Gendern den Doppelpunkt. Die Frauenzeitschrift Brigitte nutzt seit Mitte 2019 den Genderstern. |
| 2021-05 |   | : |   | Hamburger Morgenpost (Mopo, gegr. 1949): Die Boulevardzeitung nutzt nun stellenweise den Doppelpunkt, aber der Gebrauch des generischen Maskulinums bleibt Autoren und Autorinnen freigestellt. |
| 2021-05 |   | : |   | Hessenschau (gegr. 1961): Das öffentlich-rechtliche TV-Magazin des HR überlässt den Autorinnen und Autoren die Wahl von gendergerechten Ausdrucksweisen: „hessenschau.de bildet die Vielfalt Hessens ab – auch in der Sprache. Daher verzichten wir in unserem Angebot darauf, allein das generische Maskulinum zu verwenden. […] Wir setzen den Genderdoppelpunkt ein.“ |
| 2021-03 | * |   |   | 20 Minuten (gegr. 1999): Die Pendlerzeitung verzichtet auf das generische Maskulinum; der Redaktion in der Deutschschweiz stehe ein Gremium aus 20 Mitarbeitenden zur Seite (Social Responsibility Board), das Richtlinien erarbeite: „Dabei geht es auch um die Einbindung und die verstärkte Verwendung einer gendergerechten Sprache“. In einzelnen Ressorts komme der Genderstern zum Einsatz: „Er wird sowohl in der Zeitung als auch Online und in Videos verwendet und von unserem Publikum begrüsst; Ziel ist eine inklusive Sprache, in der sich alle Menschen gespiegelt sehen – letztlich ein Beitrag zur Gleichstellung.“ Ein wichtiger Schritt sei auch die Anwendung der „Expertinnen-first“-Regel, die das Ziel verfolgt, mehr Frauen in den Medienberichten abzubilden (vergleichbar mit Tamedia). |
| 2021-03 | * |   |   | PlayCentral.de (gegr. 2010): Die Redaktion des Videospieleportals erklärt: „Am Ende ist es keine einfache Thematik. Aber wir haben uns für eine grundlegende Mischform des Genderns entschieden und etablieren deshalb einen Verbund aus ‚Neutraler Schreibweise‘, ‚Doppelform‘ und ‚Sternchenform‘ auf PlayCentral.de, die jeweils von den Autoren und Autorinnen entsprechend und passend zum Kontext angewandt wird.“ |
| 2021-01 |   | : |   | wmn.de (gegr. 2020): Das Lifestyle-Magazin für junge Frauen erklärte: „Die wmn-Redaktion hat sich auf zwei Arten des Genderns committet: Die Verlaufsform und den Gender Doppelpunkt. Sollte die Verlaufsform sprachlich nicht passen, arbeiten wir in unseren Artikeln mit dem Doppelpunkt. Dieser ist die neueste genderneutrale Schreibweise. Wie auch der Gender Gap oder der Gender Stern bezieht er alle Geschlechter mit ein, nicht nur das männliche und das weibliche.“ |
| 2021-01 |   | : |   | Krautreporter.de (gegr. 2014): Das Online-Magazin verwendet den Doppelpunkt, da es dieses Zeichen für „leserlicher als beispielsweise das Sternchen“ hält. Außerdem würde der Doppelpunkt auch zur Barrierefreiheit beitragen. Der Magaziname wird nicht gegendert, weil er ein Markenname ist, er bezeichne „nicht Menschen allein, sondern eine ganze Organisation“. |
| 2021-01 |   | : |   | Der Tagesspiegel (gegr. 1945): Die Tageszeitung aus Berlin veröffentlichte eigene Leitlinien für geschlechtergerechte Sprache, in denen es der Autorenschaft freigestellt wird, welche Formen sie nutzen: „Wir möchten uns dabei nicht auf eine Form festlegen, sondern experimentieren. […] Dazu gehört weiter auch das Verwenden des generischen Maskulinums. […] Unter den Kurzformen scheint der Doppelpunkt (Leser:innen) am ehesten beide Kriterien – fair und klar – zu erfüllen.“ Ende 2023 wurde die Verwendung des Doppelpunkts nach zahlreichen Beschwerden wieder aufgegeben. |
| 2021-01 | * |   |   | Saarländischer Rundfunk (SR, gegr. 1957): Die öffentlich-rechtliche Anstalt erlaubt in ihrer internen Handreichung Sprache schafft Bewusstsein die Verwendung des Gendersterns und seiner Aussprache mit Glottisschlag, außer in Nachrichtenmeldungen. |
| 2020-12 | * |   |   | PULS (gegr. 2013): Der Jugendkanal des öffentlich-rechtlichen Bayerischen Rundfunks (BR) nutzt das Sternchen und spricht es auch in den Beiträgen. Außer noch beim LGBQT-Postcast wird beim BR das Sternchen nicht genutzt oder gesprochen. |
| 2020-10 |   | : |   | Frankfurter Rundschau (FR, gegr. 1945): Die Redaktion der deutschen Tageszeitung erklärte, gendergerechte Schreibung zu verwenden; sechs Wochen zuvor hatten Redaktionsmitglieder mit eigenen Artikeln Stellung bezogen zur Frage „Wie gendern?“ und die Leserschaft zur Diskussion aufgerufen: „Wir haben uns entschieden: Das generische Maskulinum wird in der FR kein Standard mehr sein. Es lässt sich leicht ersetzen: durch geschlechtsneutrale Begriffe oder Partizipialformen. Sehr oft, aber nicht immer. Deshalb werden wir auch den Doppelpunkt nutzen (der das dritte Geschlecht mit umfasst). Nicht inflationär, denn wir nehmen die Sorge um die Lesbarkeit von Texten ernst. Aber genau diese Sorge spricht für den Doppelpunkt – mehr als für andere Sonderzeichen: Er schmiegt sich unauffällig ins Schriftbild ein.“ Die Stadt Frankfurt nutzt seit Ende 2020 alle drei Genderzeichen. |
| 2020-09 |   | : |   | LinkedIn (gegr. 2002): Die Businesskontakt-Plattform wechselte nach 15 Monaten mit Genderstern zum Doppelpunkt: Das „Sternchen wird mit vorgelesen – beim Doppelpunkt wird hingegen kurz pausiert. Er entspricht damit der gesprochenen Realität.“ Im Juni 2021 führte LinkedIn die Auswahl und Anzeige von persönlichen Pronomen ein: she/her („sie/ihr“), he/him („er/ihn“) und das nichtbinäre they/them (im Deutschen nicht zu übersetzen). |
| 2020-09 | * |   |   | Zweites Deutsches Fernsehen (gegr. 1963, ZDF u. a. Programme): Die öffentlich-rechtliche Anstalt nutzt den Genderstern im Schriftverkehr durchgängig, nachdem er in den Monaten zuvor bereits verschiedentlich im Fernsehen zu sehen und stellenweise auch zu hören war (gesprochen mit Glottisschlag). Der Intendant Thomas Bellut erklärt: „Für die Kommunikation in journalistischen Beiträgen, das heißt vor allem bei der gesprochenen Sprache, gibt es keine Vorgaben der Geschäftsleitung. Den Redaktionen des Hauses wurde jedoch empfohlen zu diskutieren, wie eine Ansprache aller Zuschauer*innen gelingen kann und die Ansprache dabei mit Blick auf die jeweilige Zielgruppe zu wählen.“ |
| 2020-08 | * |   |   | Radio Fritz (gegr. 1993): Die „junge Welle“ des öffentlich-rechtlichen Rundfunks Berlin-Brandenburg (rbb) nutzte als erster ARD-Sender eine gendergerechte Sprechweise in seinen Nachrichten, auf Wunsch der Redaktion auch den Genderstern als Zeichen der Vielfalt, mit einer kleinen Gender-Pause zum Ausdruck gebracht. Außerhalb der Nachrichtenredaktion bleibt es den Moderierenden freigestellt, ob und wie sie Geschlechtergerechtigkeit in ihrer eigenen Sprechweise umsetzen. Ende 2020 erklärte die rbb-Intendantin Patricia Schlesinger: „Wir überlassen es unseren Moderator*innen, ob sie tatsächlich das [Sternchen] mitsprechen wollen oder nicht. Nicht nur bei Fritz, auch woanders. […] Schauen wir mal, wie es sich entwickelt.“ |
| 2020-03 | * |   |   | dieStandard.at (gegr. 2000): Die Redakteurinnen des Portals für Frauenpolitik, Geschlechterthemen und Feminismus erklärten zum Weltfrauentag am 8. März, nach 20 Jahren mit Binnen-I zum Genderstern zu wechseln, „um mehr als zwei Geschlechter sichtbar zu machen.“ |
| 2020-01 |   | : |   | KOM.de (gegr. 2003, bis Mitte 2021 pressesprecher.com): Das Verbandsorgan des Bundesverbands der Kommunikatoren erklärte, nur noch den Gender-Doppelpunkt zu verwenden: „Politiker:innen“. Das Schwestermagazin HRM Online begründet die Verwendung des Doppelpunkts: „sprechen wir damit neben Männern explizit auch Frauen an und Menschen, die sich weder dem männlichen noch dem weiblichen Geschlecht zuordnen können“. |
| 2020-01 | * |   |   | Spotify (gegr. 2006): Der schwedische Streamingdienst führte im Deutschen kommentarlos den Genderstern ein: „Künstler*innen“. Der Aufruf eines Benutzers, die Schreibweise mit Sternchen nur als Option anstatt voreingestellt zur Verfügung zu stellen, wurde zwei Jahre später abgeschlossen: Im Januar 2022 erklärte die Online-Administration, es seien keine 180 Stimmen zusammengekommen, um das Anliegen auf Realisierbarkeit zu prüfen. |
| 2020-01 | * | : |   | netzpolitik.org (gegr. 2002): Die Nachrichten-Website zu digitalen Freiheitsrechten und anderen netzpolitischen Themen verwendet „Schreibweisen mit Gendersternchen, Doppelpunkt oder Nennung beider Geschlechter […,] um die Vielfalt der Geschlechter sichtbar zu machen […] Geschlecht kam noch nie in nur zwei Varianten daher, es ist ein Spektrum der Möglichkeiten. […] Es gibt bei netzpolitik.org keine Regel dazu, wie Autor:innen diese Vielfalt in ihren Beiträgen sichtbar machen. Es steht den Autor:innen absolut frei so zu schreiben, wie sie wollen. […] Verlangen wir zu viel von unseren Leser:innen, wenn wir in unseren Texte ein * oder : verwenden, um die Vielfalt der Geschlechter sichtbar zu machen? Wir finden, das ist nicht zu viel verlangt. Denn es ist doch so: Unsere Leser:innen sind vielfältig, die Menschen, über die wir schreiben, sind vielfältig und deswegen sieht man das auch an unseren Texten. Wir finden, das ist nicht radikal. Das ist im Grunde selbstverständlich.“ |
| 2019-11 |   | : |   | abgeordnetenwatch.de (gegr. 2004): Die überparteiliche und institutionell unabhängige Internetplattform erklärte: „Den Autor:innen der Blog-Beiträge auf unserer Seite steht es im Namen der Selbstbestimmung frei, wie und in welchem Maße sie gendern. In allen anderen von abgeordnetenwatch.de produzierten Inhalten haben wir uns für den Gender-Doppelpunkt entschieden. Er soll alle Geschlechter ansprechen und gilt als gut lesbare und gendergerechte Schreibweise.“ Als Hintergrund wurde eine 2016er-Recherche des kleinerdrei-Blogs zum Aufkommen des Gender-Doppelpunkts verlinkt (vergleiche Geschichte des Gender-Doppelpunkts). |
| 2019-06 | * |   |   | Brigitte (gegr. 1954): In der Ausgabe zum 65-Jahr-Jubiläum der deutschen Frauenzeitschrift führte die Redaktion das Sternchen zum Gendern ein, neben inkludierenden Formulierungen. Die Entscheidung sei bereits im Frühjahr 2019 getroffen worden, erklärte Claudia Münster, stellvertretende Chefredakteurin: „Gendern ist wichtig als Symbol, Botschaft und Beweis für den Gebrauch einer fairen Sprache, die alle Geschlechter gleich einbezieht“. Stellenweise werde auch das generische Femininum verwendet, die „Leserinnenreaktionen“ seien nach wie vor gemischt. Die Website Brigitte.de nutzt seit Mitte 2021 den Doppelpunkt. |
| 2019-02 | * |   |   | Norddeutscher Rundfunk (NDR, gegr. 1956): Die öffentlich-rechtliche Anstalt empfiehlt für ihre interne und externe Kommunikation vor allem geschlechtsneutrale Formulierungen und Beidnennungen, erlaubt aber auch das Sternchen: „Anzuwenden auf Texte von Regelwerken, die dienstliche Kommunikation sowie bei Bedarf auf das redaktionelle Texten.“ Nicole Schmutte, seit 2012 Leiterin des Bereichs Gleichstellung und Diversity im NDR, hatte die Umsetzung gendergerechter Sprache beim Sender in einem langwierigen Abstimmungsprozess ab 2015 mit allen Abteilungen vorangetrieben. Ihre Anregungen in der Broschüre Sprache schafft Bewusstsein wurden dann auf oberster Leitungsebene abgesegnet. Im September 2021 erklärte der NDR: „Für die NDR Programme gibt es Empfehlungen, aber keine Vorgaben. Die Redaktionen befinden sich dazu in einem konstruktiven Austausch. Konsens ist, niemanden zu diskriminieren oder zu beachteiligen [sic] und gleichzeitig eine für alle verständliche Sprache anzubieten.“ Online wird die Portalseite Geschlechtergerechte Sprache im NDR angeboten. |
| 2016-02 |   | : |   | ze.tt (gegr. 2015): Das deutsche Onlinemagazin für junge Erwachsene verwendete seit 2016 den Genderstern: „Damit Frauen, Männer, Transsexuelle und Andersgeschlechtliche gleichberechtigt auch in Worten zum Ausdruck kommen, haben wir uns in unserer Berichterstattung bewusst für das * entschieden.“ Seit Oktober 2021 wird stattdessen aus Gründen der Leserfreundlichkeit der Doppelpunkt genutzt. Ende 2020 war das Magazin als eigenes Ressort zu Zeit Online gewechselt. Das Studentenmagazin Zeit Campus (Zeitverlag) nutzt den Doppelpunkt seit Herbst 2021, ebenso die Zeit-Stiftung. |
| 2015-01 | * |   |   | Missy Magazine (gegr. 2008): Die deutsche feministische Zeitschrift nutzt bis Anfang 2015 das Binnen-I, dann den Unterstrich und seit 2016 den Genderstern. Anfang 2022 entschied die Redaktion, für Personen mit nichtbinärer Geschlechtsidentität das Neopronomen dey/deren/dem zu verwenden, vergleichbar dem englischen singularen they/their/them. |
| Datum   | * | : | _ | Medium |

### Organisationen und Unternehmen
Im Juni 2021 beschloss das Landesarbeitsgericht Schleswig-Holstein, dass die Verwendung von Gendersternchen in Stellenausschreibungen keine Diskriminierung darstelle (Details). Im Juli veröffentlichte der Personaldienstleister Randstad Ergebnisse der regelmäßigen Befragung von etwa 1000 Personalleitern in Deutschland durch das Ifo Institut: 35 % der Firmen verwenden geschlechtergerechte Sprache nach außen, aber nur 25 % bei der hausinternen Kommunikation; größere Unternehmen gendern mehr (Details, ohne Berücksichtigung von Genderzeichen). Einige Organisationen wie die Gesellschaft für deutsche Sprache (GfdS) und der Deutsche Blinden- und Sehbehindertenverband (DBSV) sprechen sich grundsätzlich gegen die Verwendung von Genderzeichen in der deutschen Sprache aus (Details). Ende 2021 stellte die deutsche Fachzeitschrift Horizont anlässlich einer Umfrage unter Werbeprofis fest: „[D]as neue Gender-Sternchen [ist] in der klassischen Werbung auffällig selten.“ Anfang 2022 ermittelte eine deutsche Befragung zum Thema Diversität, dass 54 % der Befragten von Unternehmen erwarten, in ihrer Kommunikation und Werbung die Vielfalt der Gesellschaft zu beachten. Mitte 2022 befragte die deutsche Wirtschaftszeitschrift Wirtschaftswoche die 40 DAX-Unternehmen zur gendergerechten Sprache und erhielt 28 Antworten: Nur Infineon und Telekom nutzen Sternchen, während RWE und Covestro den Doppelpunkt verwenden; SAP und Conti schließen die Verwendung von Genderzeichen ausdrücklich aus.
Die folgende Liste enthält eine Auswahl nennenswerter Organisationen und Unternehmen, die für ihre interne und externe Kommunikation ausdrücklich auch Schreibweisen mit Genderzeichen erlauben oder bevorzugen (sortiert nach Monat der Einführung). Stand August 2022 werden hier 32 Einrichtungen gelistet: 21 nutzen Gendersternchen * (66 % Mitarbeiter), 11 den Gender-Doppelpunkt : (34 % Mitarbeiter) und 2 den Gender-Gap _ (6 % Mitarbeiter).
| Datum     | * | : | _ | Organisation / Unternehmen |
| --------- | - | - | - | --- |
| 2022-07   |   | : |   | Schweizerische Bundesbahnen (SBB): CEO Vincent Ducrot schrieb von «Pfadfinder», SBB-Sprecher Reto Schärli erklärte, die Bundesbahnen nähmen «Diversity und Inclusion sowie die Thematik Sprache» sehr ernst. In amtlichen Dokumenten werde der Doppelpunkt aber nicht verwendet (gemäß Bundeskanzlei). |
| 2022-06   | * |   |   | Swisscom AG: Die Mediensprecherin des Telekommunikationsunternehmens erklärte: Zur «diskriminierungsfreien Ansprache aller Menschen» formuliere man bei der Swisscom bevorzugt so, «dass sich alle Geschlechter angesprochen fühlen». Vorrangig würden genderneutrale Formulierungen verwendet, aber auch der Genderstern, sofern Zielpublikum oder Thema passen. |
| 2022-01   |   | : |   | Kaufmännischer Verband Schweiz: Die Berufsorganisation der Angestellten in Büro und Verkauf sowie verwandter Berufe führte ab 2022 „(zusätzlich zu den bisher neutralen Formulierungen und den Substantivierungen im Plural) den Gender-Doppelpunkt in all seinen redaktionellen Texterzeugnissen ein.“ |
| 2021-11   |   | : |   | Technische Informationsbibliothek (TIB): Die deutsche Zentrale Fachbibliothek in Hannover erklärte: „Geschlechtersensible Formulierung bedeutet, Sprache so zu verwenden und einzusetzen, dass alle Menschen gleichermaßen sichtbar und wertschätzend angesprochen werden. […] Die TIB benutzt in Texten den sogenannten Gender-Doppelpunkt, der als Zeichen für die Vielfalt von Geschlechtsidentitäten steht (Beispiel: Mitarbeiter)“. |
| 2021-11   | * |   |   | Katholische Jugend Österreich (KJÖ): Die Bundeskonferenz beschloss den Leitfaden Geschlechtergerechte Sprache ab jetzt mit Sternchen. Jugendbischof Stephan Turnovszky erklärte dazu: „Die KJÖ beschäftigt sich mit geschlechtergerechter Sprache, weil ein sensibler und achtsamer Umgang mit allen Menschen für eine christliche Werteerhaltung unerlässlich ist.“ In Deutschland nutzt das ZdK das Sternchen seit April 2021, die EKD seit Mitte 2020. |
| 2021-11   |   | : |   | Hamburg Commercial Bank (HCOB): Die im Jahr 2018 privatisierte Landesbank, ehemalige HSH Nordbank, wird in schriftlichen Dokumenten einheitlich den Doppelpunkt nutzen, er ziehe das Wort nicht auseinander: „Zudem setzt er sich auch in immer mehr Medien, vor allem auch in den digitalen Medien durch.“ Diversity-Managerin Katrin Waechter erklärte: „Beim Gendern geht es nicht allein darum, Frauen korrekt anzusprechen. Es geht auch darum, dass[sic!] seit 2018 rechtlich verankerte dritte Geschlecht in die Sprache einzubeziehen. Um damit all diejenigen anzusprechen, die sich nicht der binären Geschlechterordnung zugehörig fühlen.“ |
| 2021-10   |   | : |   | Salesforce: Das US-amerikanische, auf Cloud-Computing spezialisierte Technologieunternehmen hat sich entschieden, im Deutschen „generell die Variante mit dem Doppelpunkt zu nutzen wie in Kunden oder Mitarbeiter“. Diese Schreibweise würde „derzeit am häufigsten verwendet und empfohlen“. Alternativ werden Oberbegriffe, neutrale Formulierungen und abwechselndes Gendern genutzt, aber keine „Doppelnennung (wie z. B. Mitarbeiter), weil sie lediglich das binäre Geschlechtersystem abdeckt. […] Es gibt zahlreiche Wege, bewusster mit der Sprache umzugehen.“ |
| 2021-06   |   | : |   | Apple (iPhone): Das US-amerikanische Technologieunternehmen stellte die Entwicklervorschau seines Betriebssystems iOS 15 vor, das auf iPhones geschlechtsneutral mit Doppelpunkt gendert (Abonnenten, Bewohner, Freunde). Eingeführt wurde ein im Betriebssystem verankertes sprachenabhängiges „Grammatical Gender Agreement“ (Vereinbarung zum grammatischen Geschlecht), das umfangreiche Wörterlisten erspart. Im September erschien iOS 15 und gendert mit Doppelpunkt, allerdings ist das nicht einstellbar. Seit November 2020 können auf iPhones neben männlichen und weiblichen auch nichtbinäre, geschlechtsneutrale Personen-Emojis ausgewählt werden; bereits 2015 war Apple Vorreiter in der Einführung von Personen-Emojis mit verschiedenen Hautfarben. Apples Konkurrent Microsoft bietet seit 2011 ein deutschsprachiges Gendering-Add-In für seine Textverarbeitung und nutzt in Deutschland zur internen und externen Kommunikation seit Ende 2020 den Genderstern. |
| 2021-06   |   | : |   | Lufthansa (Kranich-Airline): Die deutsche Fluggesellschaft mit „110.065 Mitarbeiter“ führte als Mittel gendersensibler Sprache neben neutralen Formulierungen den Doppelpunkt ein sowie die Aussprache mit Gender-Pause (Glottisschlag). Auf die zweigeschlechtliche Begrüßungsformel „Damen und Herren“ wird verzichtet. Der Beauftragte für Chancengleichheit im Unternehmen erklärte: „Die Einführung der geschlechtergerechten Sprache ist nur ein kleiner Teil von einem ganzen Blumenstrauß, denn Vielfalt umfasst zahlreiche weitere Ebenen wie Internationalität und Alter.“ Auf der Website der Austrian Airlines (Mitglied der Lufthansa Group) findet sich die Schreibweise „Österreicher“. Air Canada verwendet seit 2019 statt der Begrüßungsformel Ladies and gentlemen die geschlechtsneutrale Formulierung everyone („jeder/jede, alle“); Delta Air Lines begrüßt Passagiere seit 2020 mit Hello, everybody. Die Fluggesellschaft Japan Airlines nutzt seit Oktober 2020 neutrale Begrüßungen wie Good morning oder Good day. |
| 2021-06   | * |   |   | Infineon: Der börsennotierte deutsche Halbleiterhersteller erklärt: „Mit unserem täglichen Handeln nehmen wir alle Einfluss auf die Gestaltung von Diversity & Inclusion. Es ist unserere [sic] gemeinsame Verantwortung, eine inklusive Kultur aufzubauen, die alle mit einschließt und an der sich alle oder jeder beteiligen können – frei von Vorurteilen und mit gleichen Chancen für alle.“ Bereits 2012 installierte Infineon Technologies ein standortübergreifendes Gender-Diversity-Netzwerk. |
| 2021-04   | * |   |   | Zentralkomitee der deutschen Katholiken (ZdK): Das Koordinationsgremium katholischer Laien auf Bundesebene entschied sich, neben neutralen Formulierungen und Beidnennungen das Sternchen zur Ansprache aller Geschlechter zu nutzen (ähnlich die EKD). Die Katholische Studierende Jugend (KSJ) hatte bereits im September 2020 die Sternchen-Schreibweise Gott* vorgeschlagen. Die Katholische junge Gemeinde (KjG) wollte im Frühjahr 2022 über die Einführung dieser Schreibweise entscheiden, möglich wäre auch Gott+ mit Pluszeichen. Das Frankfurter Bibelhaus Erlebnismuseum zeigte 2021 die Ausstellung G*tt w/m/d – Geschlechtervielfalt seit biblischen Zeiten. Ende 2021 führte die Katholische Jugend Österreich zur geschlechtergerechten Schreibung den Genderstern ein, der Schweizerische Katholische Frauenbund im April 2021 den Doppelpunkt. |
| 2021-04   |   | : |   | Schweizerischer Katholischer Frauenbund (SKF): Der Dachverband entschied sich für den Gender-Doppelpunkt als Variante der gendersensiblen Sprache, die Männer, Frauen und nichtbinäre Menschen am besten abbilde; durch eine sorgsame und respektvolle Verwendung von Sprache und Bildern ließen sich geschlechterspezifische Stereotypen und tradierte Rollenbilder aufbrechen. In Deutschland nutzt das ZdK seit April 2021 das Sternchen, die EKD seit Mitte 2020. |
| 2021-04   | * |   |   | Deutscher Alpenverein (DAV): Das Präsidium beschloss „eine verbindliche gendersensible Sprache in allen Medien des DAV-Bundesverbands […] Der Stern signalisiert bereits durch seine Form eine 360°-Offenheit, der Doppelpunkt hingegen erinnert an eine binäre Zuteilung. Der Stern ist optisch auffälliger als der Doppelpunkt und lenkt damit mehr Aufmerksamkeit auf eine gendersensible Ausdrucksweise.“ Die Jugend des Deutschen Alpenvereins (JDAV) nutzt den Stern seit 2016. |
| 2021-04   | * |   |   | Bundessteuerberaterkammer (BStBK): Die Körperschaft des öffentlichen Rechts verwendet das Sternchen und meldet dazu: „Erstmals über 100.000 Steuerberater in Deutschland“. |
| 2021-03   |   |   | _ | Audi (Ingolstadt): Der Automobilhersteller nutzte bis 2024 den Unterstrich für seine interne und externe Kommunikation (Audianer). Ein Jahr arbeitete die Abteilung Diversity Management und die Projektgruppe „Gendersensible Sprache“ intensiv an der Planung und Umsetzung der hausinternen Empfehlungen unter dem Titel Vorsprung beginnt im Kopf. Bei der Entwicklung des Sprachleitfadens half die gemeinnützige PrOut@Work-Stiftung, die sich für Chancengleichheit von LGBT-Personen am Arbeitsplatz und gegen Homo- und Transphobie in der Arbeitswelt einsetzt. Der Mutterkonzern Volkswagen AG arbeitet an einem eigenen Leitfaden. Im Frühjahr 2025 wurde bekannt, dass Audi seit 2024 auf Genderzeichen verzichtet. Die Gründe waren unter anderem Probleme bei Übernahme von Pressetexten oder maschinellen Übersetzungen. Kritik kam aber auch aus Reihen der Belegschaft |
| 2021-03   | * |   |   | Telekom: Europas größtes Telekommunikationsunternehmen führte geschlechtsneutrale Formulierungen „mit Sternchen“ ein, etwa Mitgestalter. |
| 2021-03   | * |   |   | Otto (ehem. Otto Versand): Das deutsche Handels- und Dienstleistungsunternehmen empfiehlt die Verwendung des Sterns, nachdem bereits 2020 eine Werbung erschienen war, in der allen „Paketboten“ gedankt wurde. |
| 2021-02   | * |   |   | Deutscher Fußball-Bund (DFB): Die Pressestelle teilte Anfang 2022 mit: „Der DFB ist ein Verband für alle fußballinteressierten Menschen in Deutschland unabhängig von ihrer Geschlechtsidentität. Da das generische Maskulinum erwiesenermaßen nicht alle Menschen gleichermaßen anspricht und abbildet, benutzen wir eine gendergerechte Sprache für die in- und externe Kommunikation“, gleichermaßen in Bezug auf den Fußball der Frauen und der Männer. |
| 2021-01   | * | : |   | Bistum Hildesheim (Niedersachsen): Das Generalvikariat empfiehlt in seiner Handreichung Geschlechtersensible Sprache als „inklusive Form“ das Sternchen und den Doppelpunkt: „Diese Schreibweise schließt alle Geschlechter mit ein und lässt Platz für geschlechtliche Vielfalt, denn niemand wird ausgeschlossen. Es gibt vielfältige Möglichkeiten, wir möchten uns auf diese zwei Formen beschränken.“ Die Aussprache von Lehrer oder Lehrer wird mit einem Vergleichssatz veranschaulicht: „Die Kinder stehen außen, die Lehrer innen“ (siehe Gender-Pause). |
| 2020-11   | * |   |   | Microsoft (Deutschland): Beim Hard- und Softwareentwickler startete die Projektgruppe „Inklusive Sprache“ Anfang 2019 eine unternehmensweite Initiative und tauschte sich mit Mitarbeitergruppen und Fachleuten aus; die Projektleiterin Paula Auksutat erklärte Ende 2020: Wir sehen „das Gendern als Teil einer inklusiven Sprache, zu der auch eine diskriminierungsfreie und barrierefreie Sprache gehört. In unserer internen und externen Kommunikation arbeiten wir mit neutralen Formulierungen wie Partizipformen oder nutzen das ‚Gendersternchen‘, weil diese Schreibweise Männer und Frauen einschließt, gleichzeitig aber auch Raum für Menschen eröffnet, die sich keinem der binären Geschlechter zugeordnet fühlen.“ Seit 2014 gibt Microsoft jährlich einen Diversity & Inclusion Report heraus zur demografischen Zusammensetzung der Belegschaft. Laut Kommunikationsmanagerin Auksutat gehört Microsoft „damit zu den drei Prozent der Fortune 500-Unternehmen, die einen solchen Bericht überhaupt veröffentlichen. Damit schaffen wir eine Basis, die uns hilft, uns selbst zu reflektieren und durch die wir messbare Veränderungen erzielen können.“ Seit 2011 bietet Microsoft für sein Textverarbeitungsprogramm MS-Word das deutschsprachige Gendering Add-In, das beim Verfassen von Texten mit geschlechtergerechten Formulierungen helfen soll. Microsofts Konkurrent Apple kündigte Mitte 2021 sein iOS 15 an, das mit Doppelpunkt gendert. |
| 2020-11   | * |   |   | Bundesverband der Kommunikatoren (BdKom): Im Kompendium Gendersensible Sprache – Strategien zum fairen Formulieren empfiehlt der Verband als „gendersensible Sprache“ in der Öffentlichkeitsarbeit das Sternchen neben Beidnennung und geschlechtsneutralen Bezeichnungen. |
| 2020-11   | * |   |   | Berufsverband Information Bibliothek (BIB): Der deutsche Interessenverband von Beschäftigten in Bibliotheken empfiehlt in seinem Leitfaden für gendersensible Sprache und diskriminierungsfreie Kommunikation neutrale Formulierungen zum „Unsichtbarmachen des Geschlechts, um keines zu ignorieren“. Zur Sichtbarmachung als „gezielte Ansprache der verschiedenen Geschlechter, um Vielfalt deutlich zu machen“, nutzt der BIB in eigenen Dokumenten und Webseiten den Genderstern. |
| 2020-10   |   | : |   | Informations- und Dokumentationszentrum für Antirassismusarbeit (IDA): „Der Doppelpunkt ist im Gegensatz zum Gendersternchen barrierearm, da die Sprechpause von Sprachprogrammen umgesetzt wird. Er soll darauf aufmerksam machen, dass jenseits der Vorstellung eines Dualismus von Weiblichkeit und Männlichkeit vielfältige weitere geschlechtliche Identitäten existieren. Indem eine diskriminierungssensible Sprache verwendet wird, sollen diese Identifikationen sichtbar gemacht werden, zum Nachdenken über Geschlechterstereotype anregen und zu einer inklusiven Gesellschaft beitragen.“ |
| 2020-08   |   | : |   | Plan International: Das internationale Kinderhilfswerk nutzt den Doppelpunkt, „weil dieser das Wort nicht auseinanderzieht. Außerdem ist der Doppelpunkt weitestgehend barrierefrei. […] Sprachausgabeprogramme machen an der Stelle des Doppelpunkts lediglich eine kleine Pause, Sternchen dagegen werden von den Programmen mitgelesen. […] Dabei steht das Symbol stellvertretend für die Vielfalt der unterschiedlichen Identitäten. In der gesprochenen Sprache kann dies durch eine kurze Pause signalisiert werden.“ |
| 2020-07   | * |   |   | EnBW Energie Baden-Württemberg: Das börsennotierte Energieversorgungsunternehmen aus Karlsruhe führte anlässlich des Relaunches des Webauftritts das Sternchen ein. Zuvor gab es eine einjährige Erprobungsphase auf der Karrierewebsite und in Stellenangeboten des Unternehmens, begleitet von internen Klärungsprozessen. |
| 2020-04   | * |   |   | Evangelische Kirche in Deutschland (EKD): Die Körperschaft des öffentlichen Rechts empfiehlt neben geschlechtsneutralen Formulierungen für passende Textstellen auch Beidnennung und Genderstern. Im August 2021 trat ein Pastor in der ARD-Sendung Das Wort zum Sonntag für das gesprochene Gendersternchen ein. Die evangelische EKD-Ratsvorsitzende Annette Kurschus erklärte Ende 2021 zum Vorschlag der katholischen Jugend, Gott mit einem Sternchen geschlechtsneutral zu schreiben, die Anrede Gott sei ausreichend offen; sie persönlich sehe keinen Grund, das Wort zu gendern. Zur Frage, ob sie in ihren Texten gendere: „Ich variiere und experimentiere. In der Regel kombiniere ich weiterhin die weibliche und die männliche Ansprache. Inzwischen benutze ich auch manchmal das Sternchen, mache also eine kurze Pause beim Sprechen.“ Wichtig sei ihr, niemanden durch ihre Anrede auszuschließen. |
| 2020-02   | * |   |   | Jungsozialisten Schweiz (JUSO): „Wann immer möglich und sinnvoll verwenden wir die Kurzform mit Gender-Sternchen. Wir ziehen dies der geschlechterneutralen Form vor. (Arbeitnehmer nicht: Arbeitnehmende) Ausser es handelt sich um einen festen Begriff wie Besitzende. Begründung: Diese Form lässt explizit Platz für alle Personen zwischen und ausserhalb dem binären Geschlechtermodell. Die geschlechtsneutralen Formen werden immer noch stark mit Männern assoziiert. […] Das generische Maskulinum wird in keiner Form akzeptiert!“ |
| 2019-10   | * |   |   | Europäischer Sozialfonds in Deutschland (ESF 2014–2020): Das arbeitsmarktpolitische Instrument der Europäischen Union, angesiedelt beim deutschen Bundesministerium für Arbeit und Soziales, nutzt und empfiehlt das Sternchen: „Zur Berücksichtigung des 3. Geschlechts (‚Divers‘) und aus Gründen der Barrierefreiheit bevorzugen wir den Gender-Stern.“ In Bezug auf Vorleseprogramme wird erklärt: „Blinde Menschen können außerdem die Ansage von Sonderzeichen wie dem Gender-Stern durch die Software abschalten“ (siehe Screenreader und Genderzeichen). Auf die ESF-Empfehlung des Sternchens bezog sich auch die Stadt Kiel im Juni 2020. |
| 2019-09   | * |   | _ | TU9 – German Universities of Technology: Der Verband von neun deutschen technischen Hochschulen empfiehlt Sternchen und Unterstrich zur Sichtbarmachung aller Geschlechter, wenn keine neutrale Formulierung möglich ist. |
| 2019-07   | * |   |   | Boehringer Ingelheim (Rheinland-Pfalz): Der Pharmahersteller nutzt das Sternchen als Mittel der gendergerechten Sprache zum „Sichtbarmachen von Geschlechtervielfalt und Miteinbezug von sowohl Männern und Frauen, als auch Inter*, Trans* Personen und Menschen verschiedenster Geschlechtsidentitäten.“ |
| 2019-07   | * |   |   | Deutscher Frauenrat (DF): Die Dachvereinigung von rund 60 bundesweit aktiven Frauenorganisationen nutzt das Sternchen: „Wir erkennen damit ausdrücklich an, dass wir in einer vielfältigen Welt leben, in der Geschlecht mehr sein kann als männlich und weiblich. Mit dem Stern(*) wird einerseits die sprachliche Diskriminierung von Frauen aufgehoben, andererseits aber auch die Vielfalt von Geschlechteridentitäten betont. Als Mediatorin zwischen Wirklichkeit und Wahrnehmung muss Sprache genau diese Vielfalt ausdrücken, im Sinne aller Bürger.“ Der Frauenrat empfiehlt die Verwendung des Sternchens auch allen unter seinem Dach vereinten Organisationen (mit insgesamt 12 Millionen Mitgliedern). |
| 2015-11   | * |   |   | Bündnis 90/Die Grünen (Grüne): In Beschlüssen der deutschen Partei ist die Schreibweise mit Sternchen seit einem Parteitagsbeschluss im November 2015 der „Regelfall“, um inter- und transgeschlechtliche Personen nicht zu diskriminieren. Genauer heißt es: „Wir gendern, indem wir - im Regelfall den Gender-Star verwenden (Bürger, Studenten…) - die weibliche Form explizit mit nennen (Bürger, Studenten…) - oder versuchen, dies durch Partizipien im Plural zu vermeiden („Studierende“,…) - Wir gendern grundsätzlich in allen Wörtern, jedoch nicht zweimal in einem Wort (Verbraucherschützer statt Verbraucher*schützer) - Wir gendern nur, wenn es um Personen geht: Investorstaatsklagen statt Investorenstaatsklagen“. Zur Bundestagswahl 2021 fanden sich im Grünen-Wahlprogramm über 350 Sternchen (150 im SPD-Wahlprogramm; auch Die Linke schreibt mit Sternchen). |
| unbekannt | * | : | _ | Die Linke.SDS: Beim 17. Bundeskongress im Januar 2016 wurde in einem der vom Plenum angenommenen Leitanträge des Bundesvorstands die Verwendung gendergerechter Sprache ausdrücklich befürwortet. Der Studierendenverband verwendet unterschiedliche Varianten gendergerechter Sprache. So ist beispielsweise die Satzung in der Unterstrich-Variante verfasst. Es ist kein Beschluss bekannt, der die Verwendung von Genderzeichen einheitlich regelt. Den einzelnen Mitgliedern, Gruppen und Arbeitskreisen ist die Verwendung von Genderzeichen freigestellt. In der Praxis finden diese breite Anwendung. |
| Datum     | * | : | _ | Organisation / Unternehmen |